# 酒店及娛樂場客運專車
酒店及娛樂場客運專車，俗稱發財巴、發財車，是澳門各所娛樂場（賭場）提供的巴士接載服務的一個官方統稱。發財巴並不是公共交通工具，它們只是酒店或娛樂場提供予客人的免費交通，但其角色與公共交通無異，因其運作模式貼近公共巴士服務，其服務範圍甚至比現有兩間公共巴士公司提供的路線更多、更全面。

## 「發財巴」名字的由來
發財巴是賭場商業競爭的一種手段，賭場為求招攬更多客源，都在各口岸設立發財巴站點，免費接載遊客往來口岸至賭場酒店，務求爭奪最多客源，更會向客人派發免費饮品、籌碼代金券等，甚至有賭場舉行「百萬元抽獎」、對旗下穿梭巴士乘客送贈叉燒飯等。這種招客方式，最終被坊間及媒體冠以「發財巴」的稱呼。

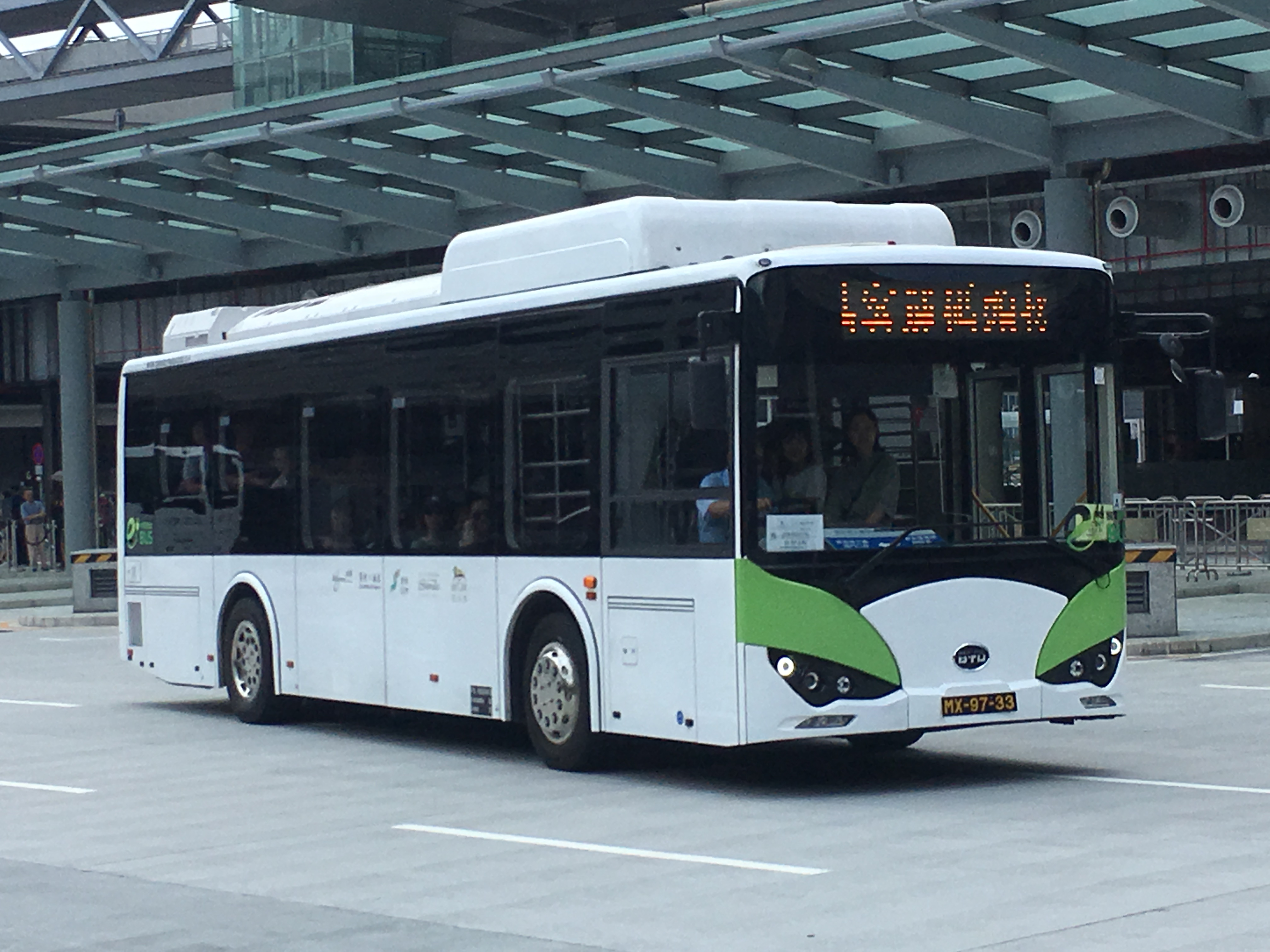
比亞迪K8（由金沙度假區營運港珠澳大橋綜合渡假村接駁線）
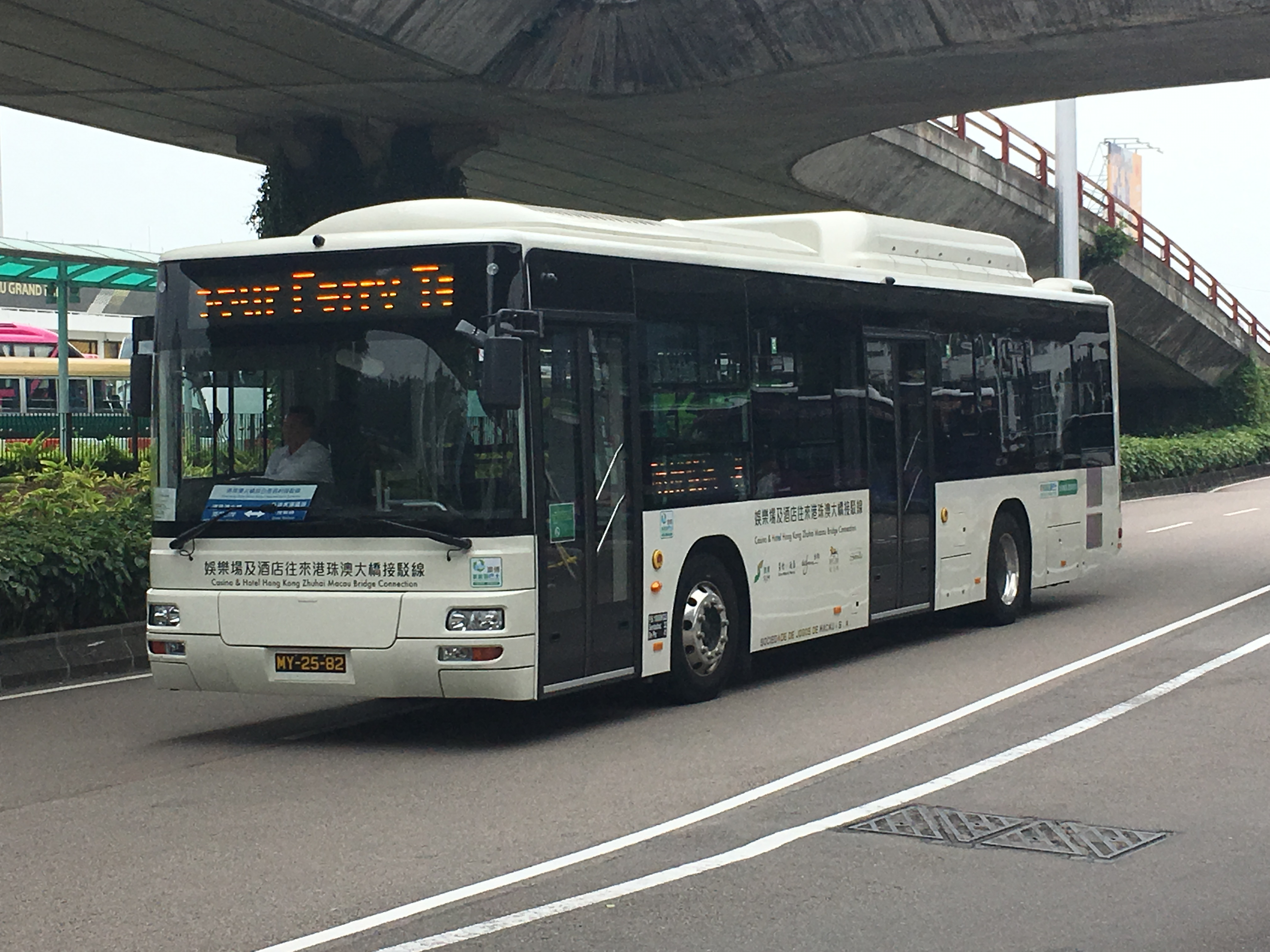
宇通ZK6109BEVHA（由新濠博亞娛樂營運的港珠澳大橋綜合渡假村接駁線）
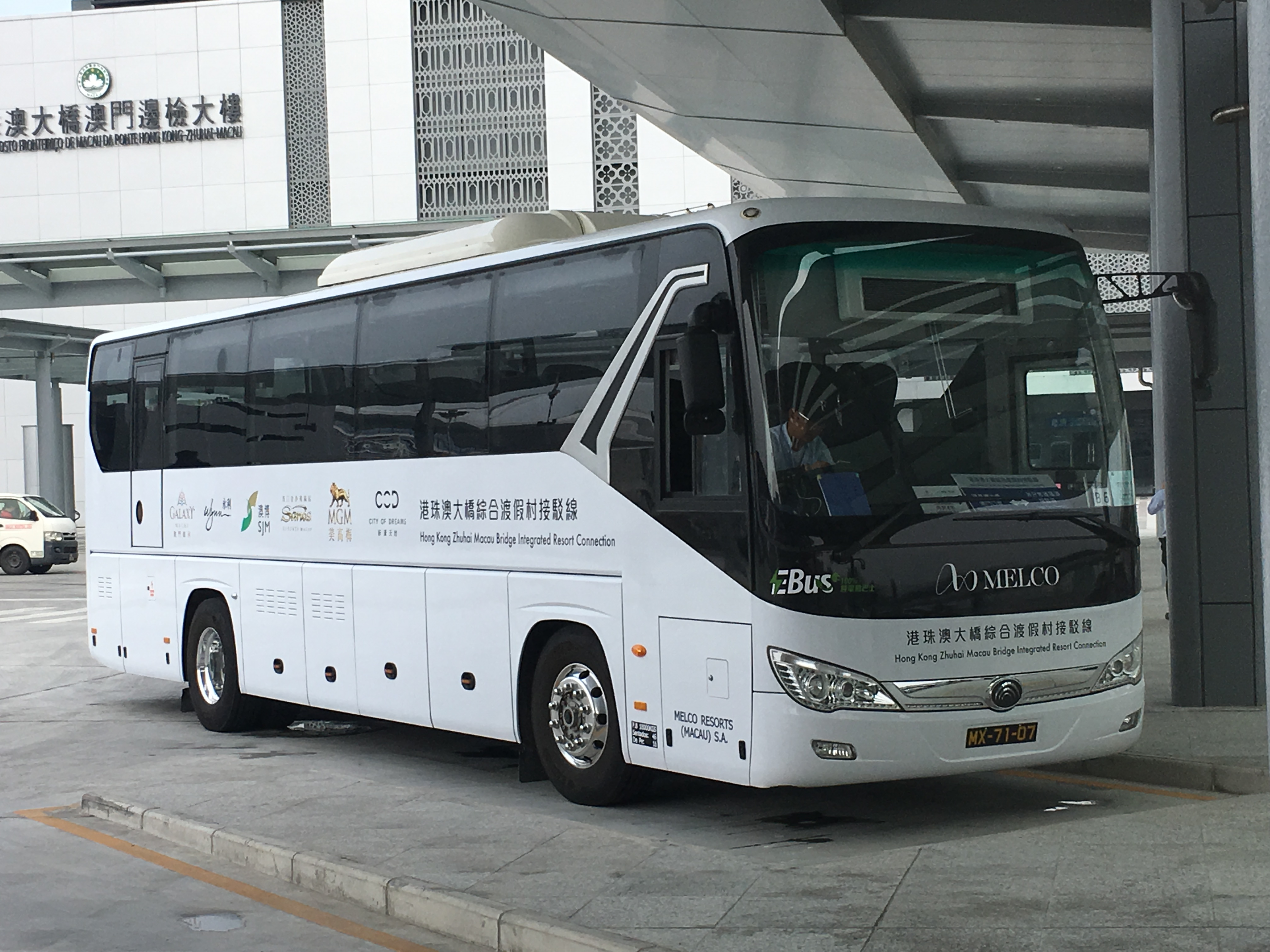
宇通ZK6125HNG（由澳娛綜合的營運港珠澳大橋綜合渡假村接駁線）
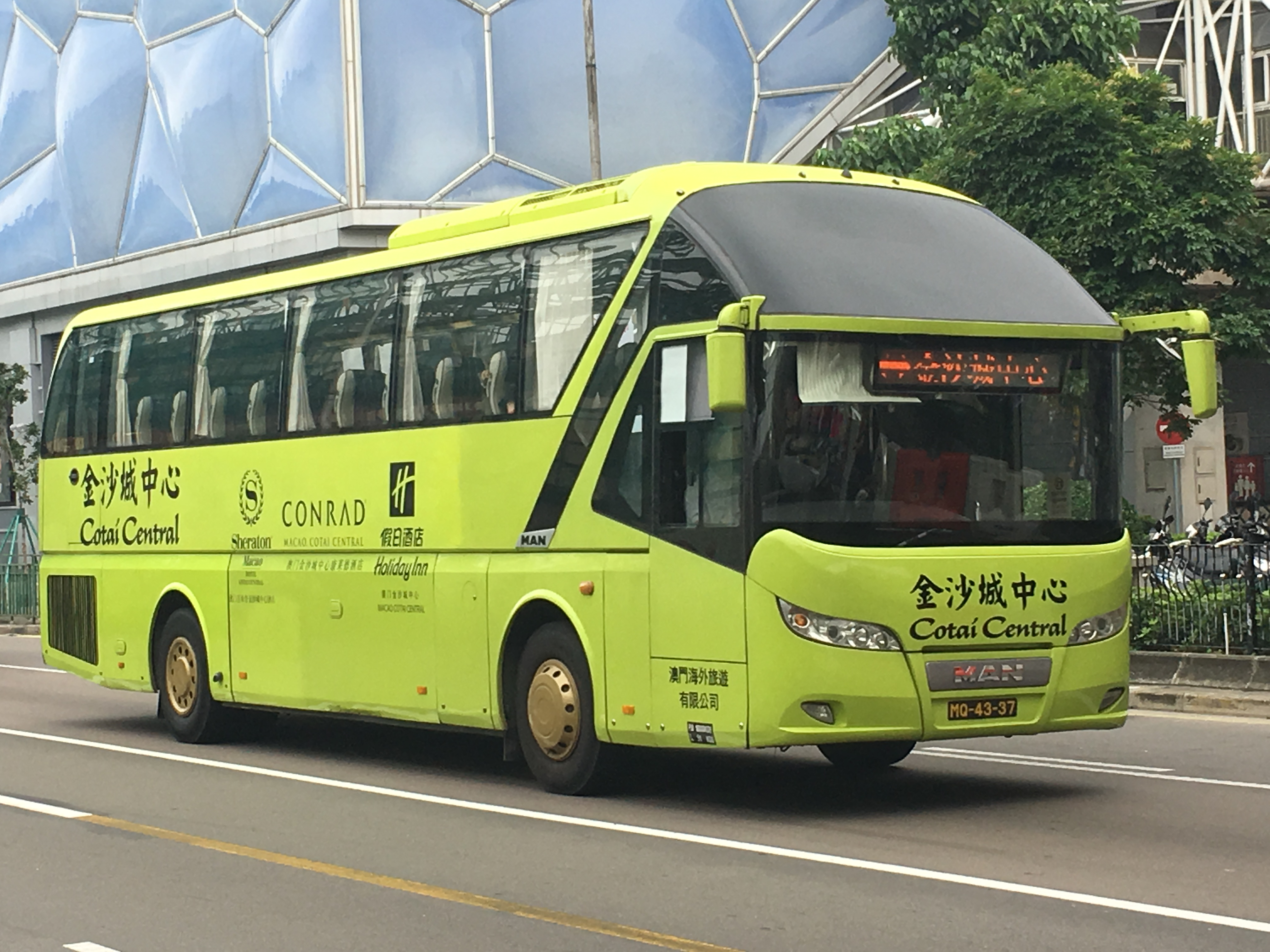
金沙城（今澳門倫敦人）發財巴
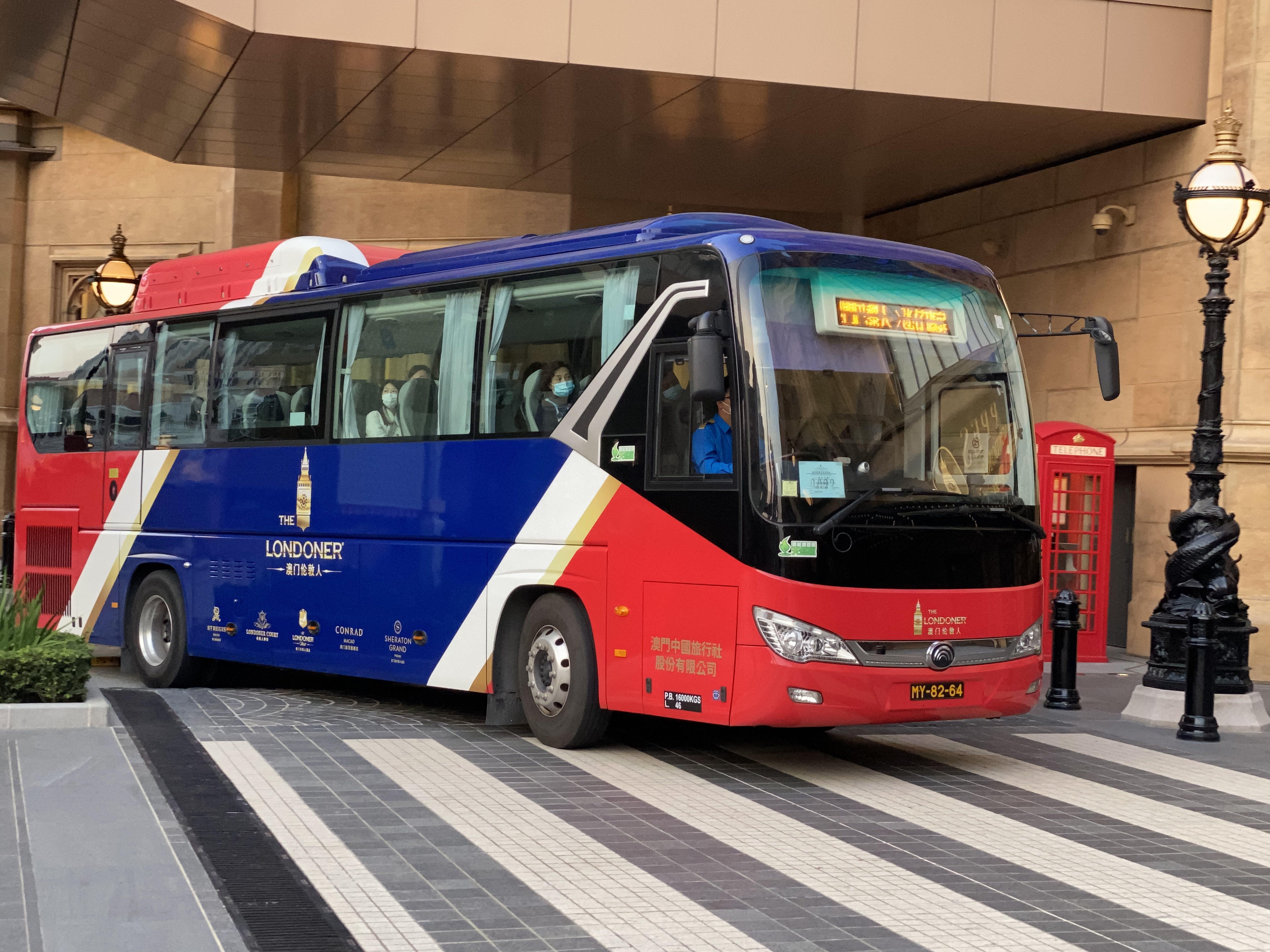
澳門倫敦人（前金沙城中心）發財巴
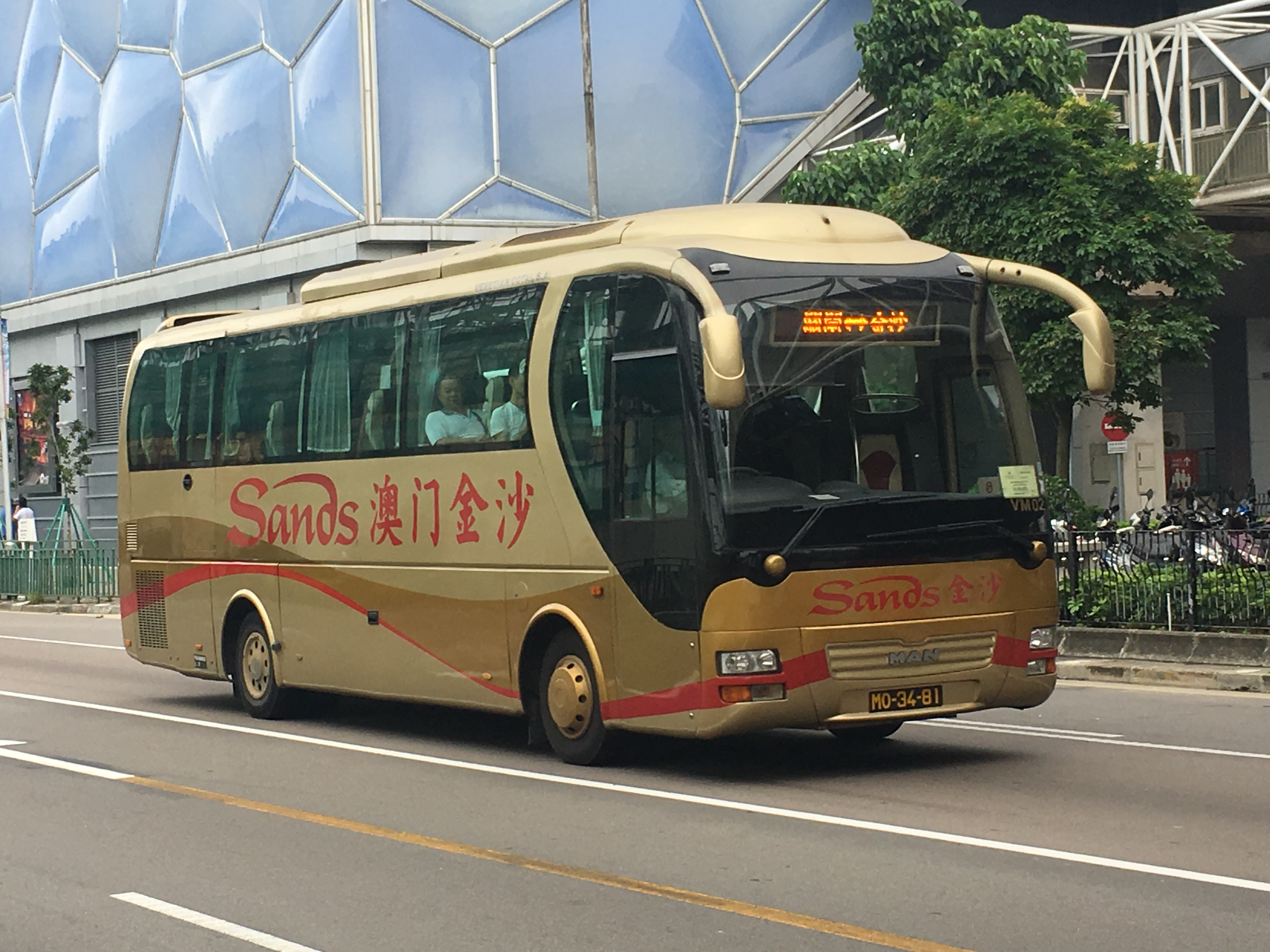
金沙發財巴
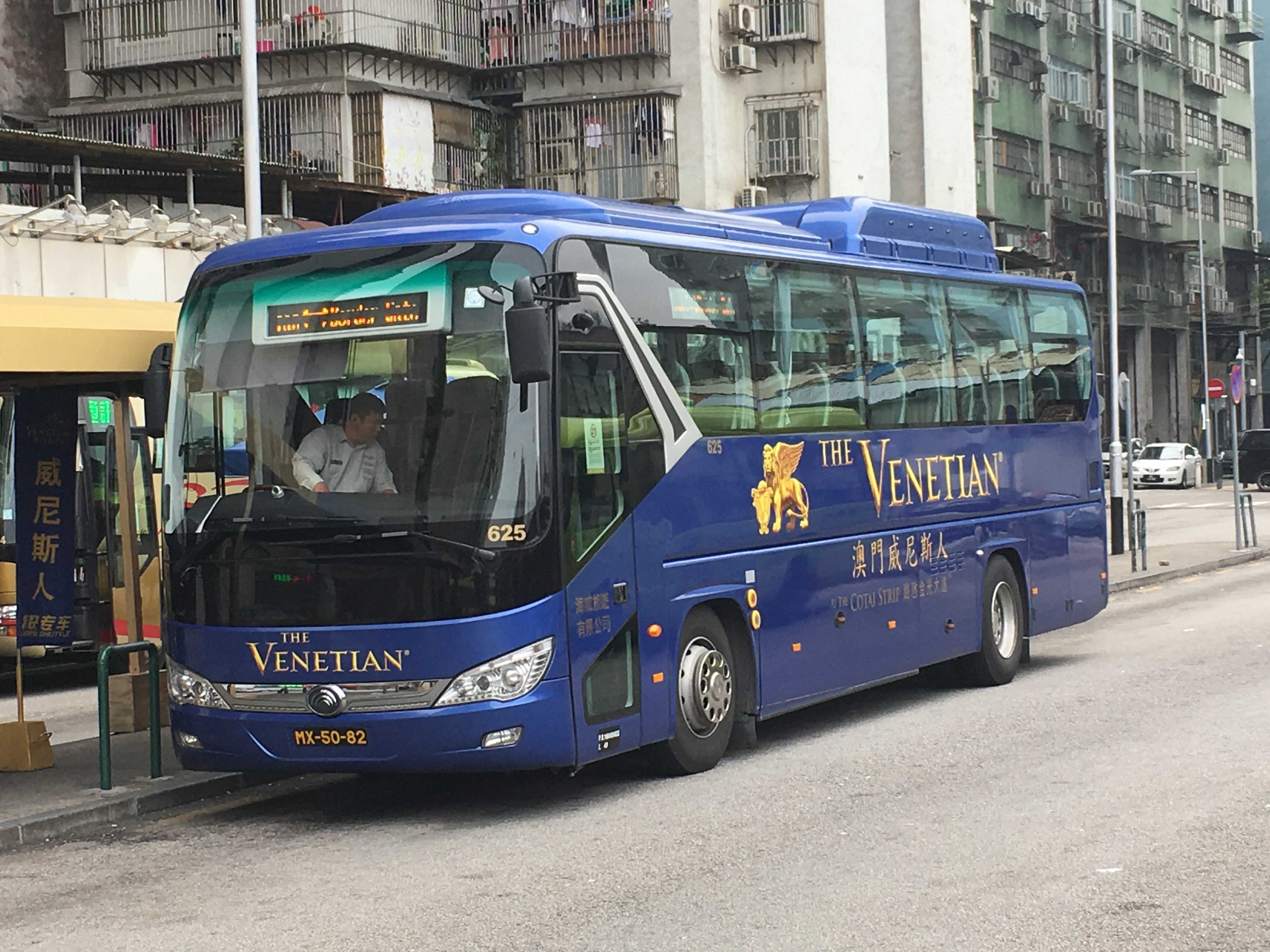
威尼斯人發財巴
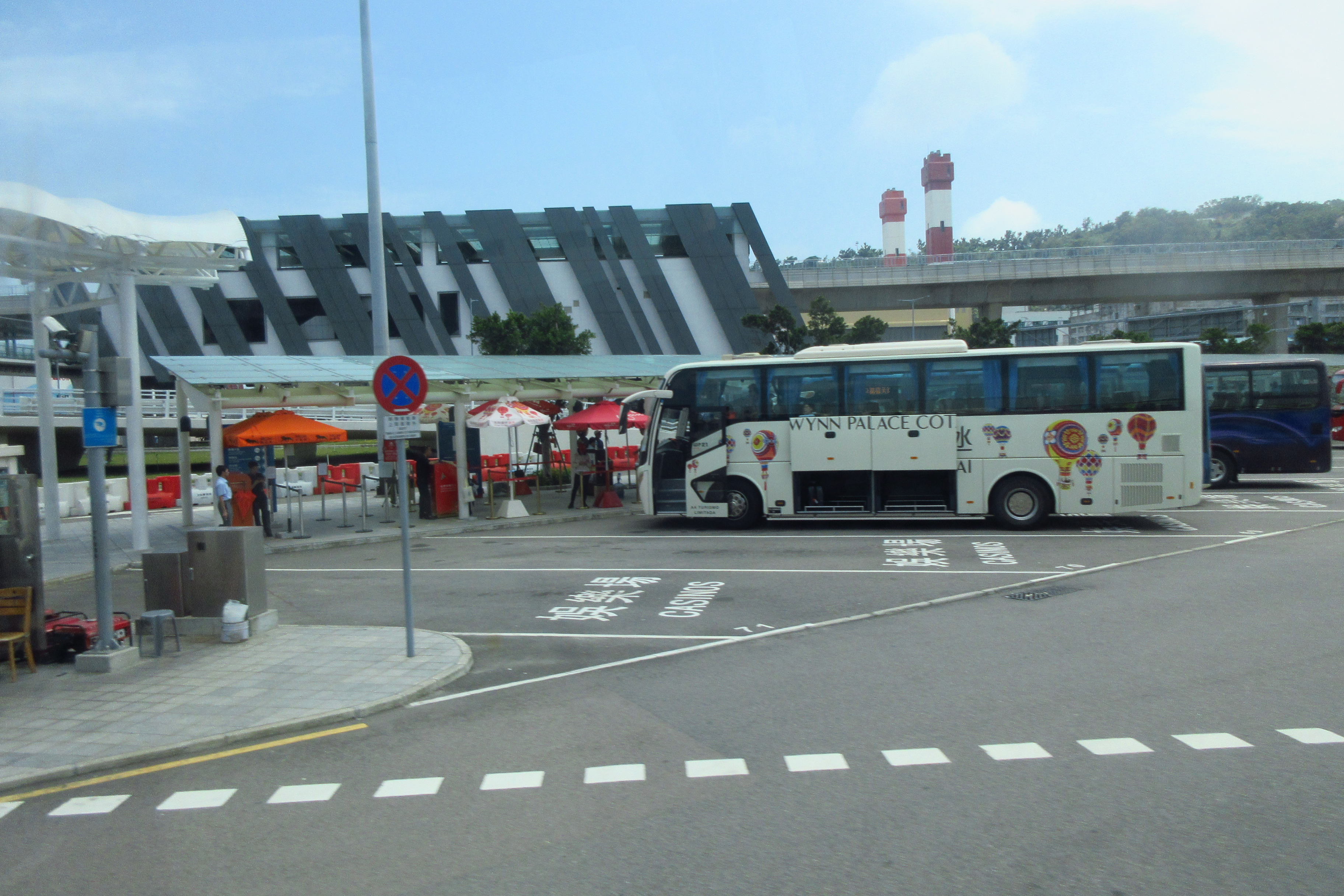
永利皇宮發財巴
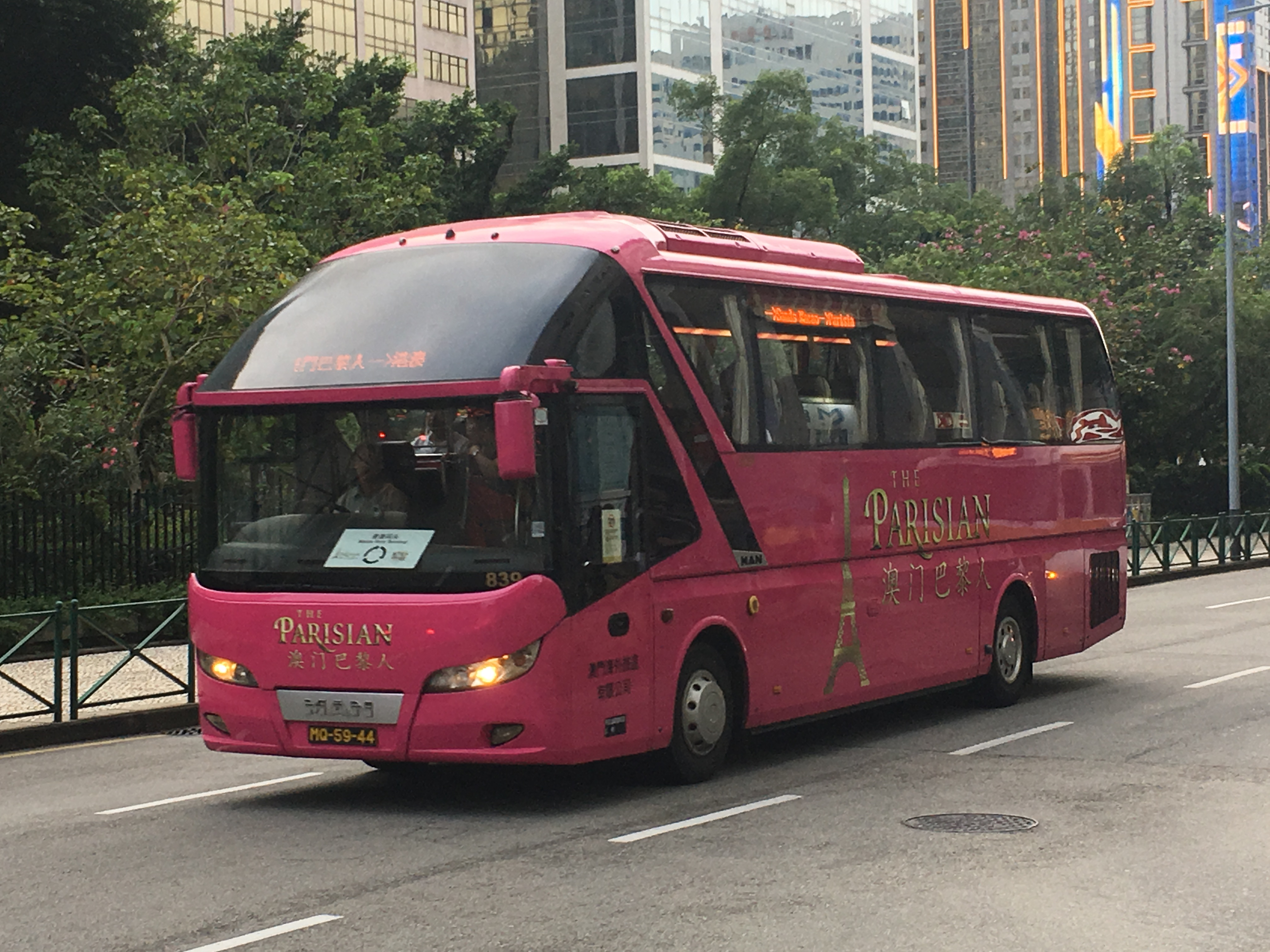
巴黎人發財巴
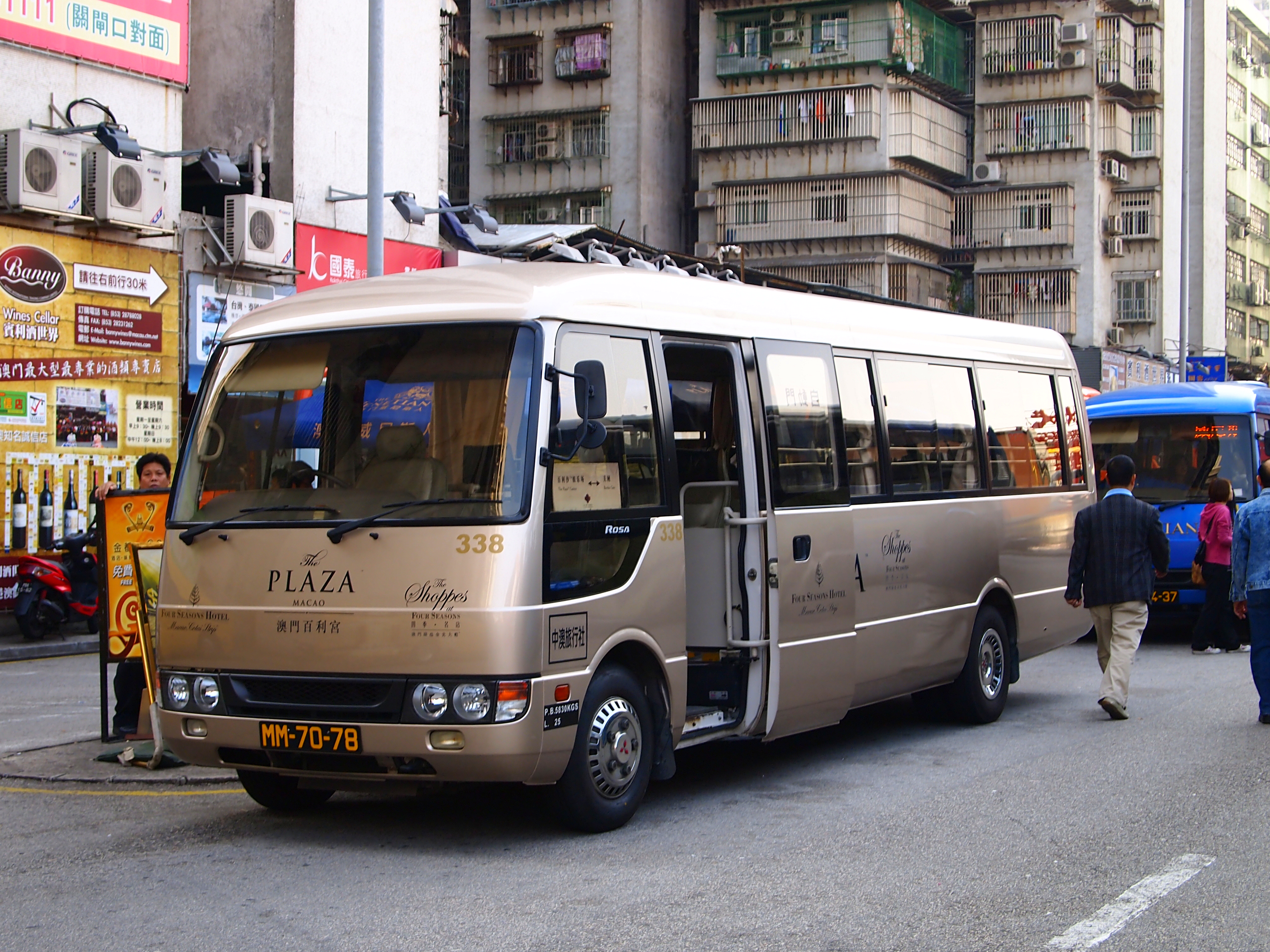
百利宮發財巴
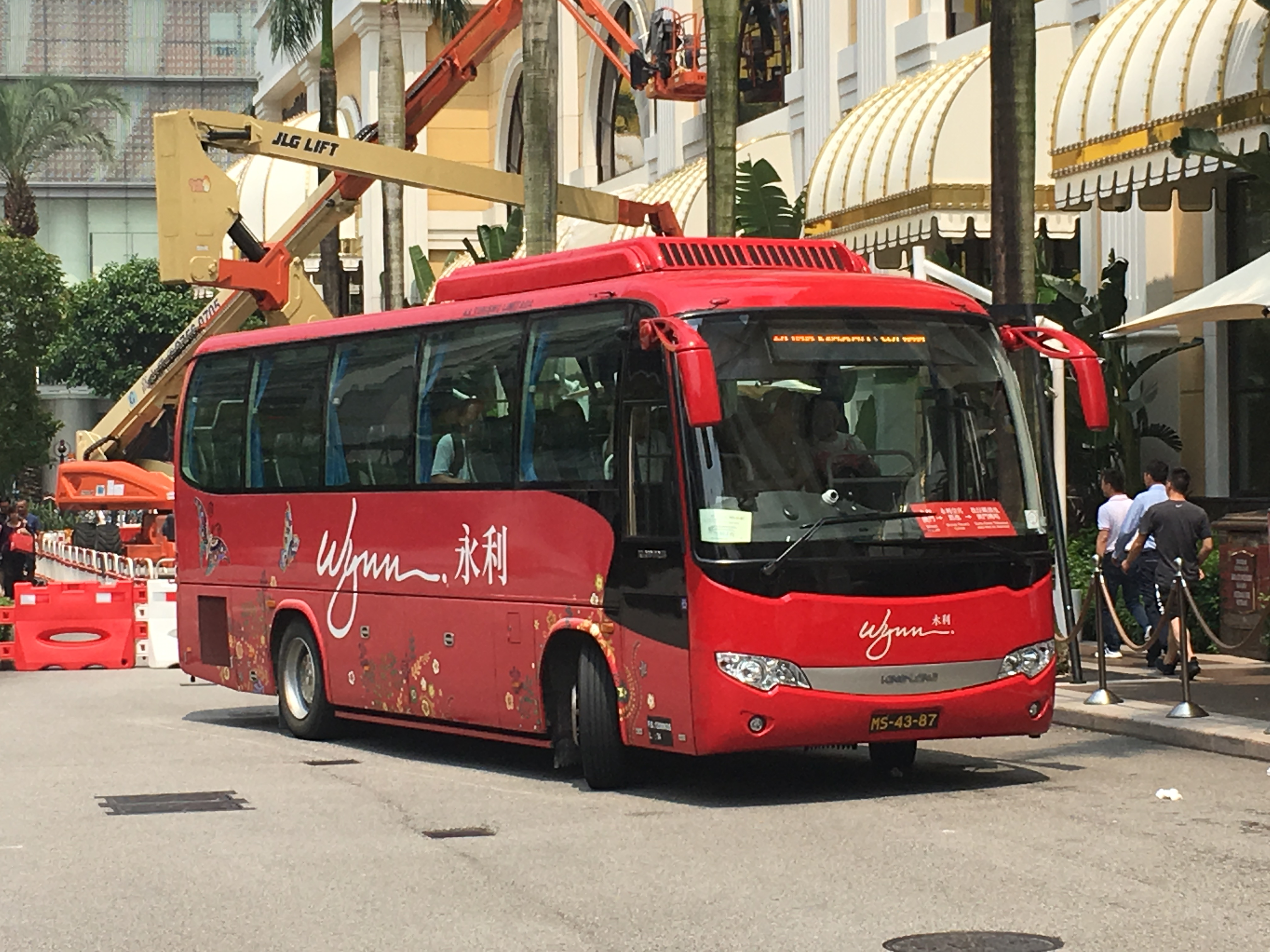
永利澳門發財巴
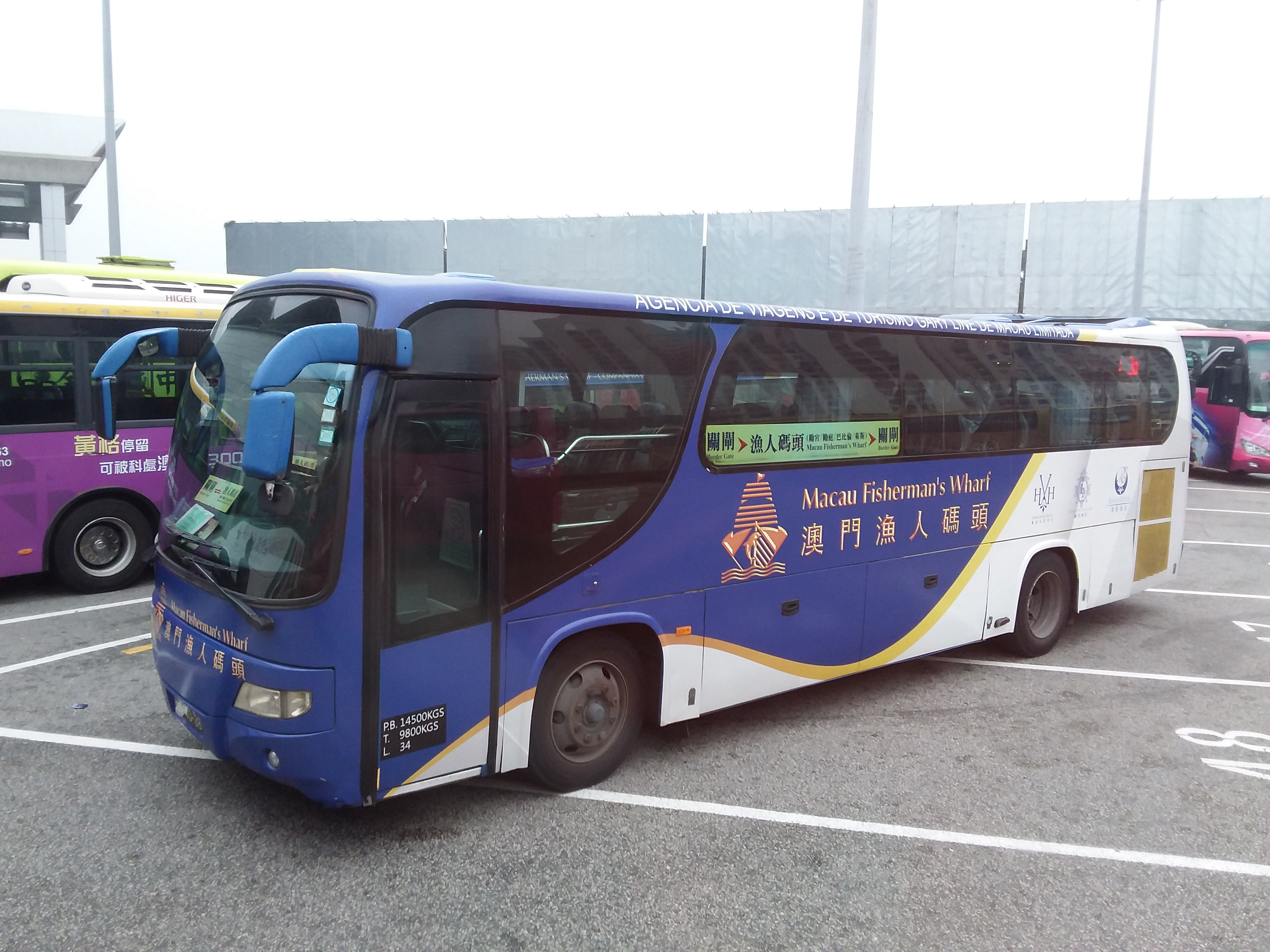
漁人碼頭發財巴
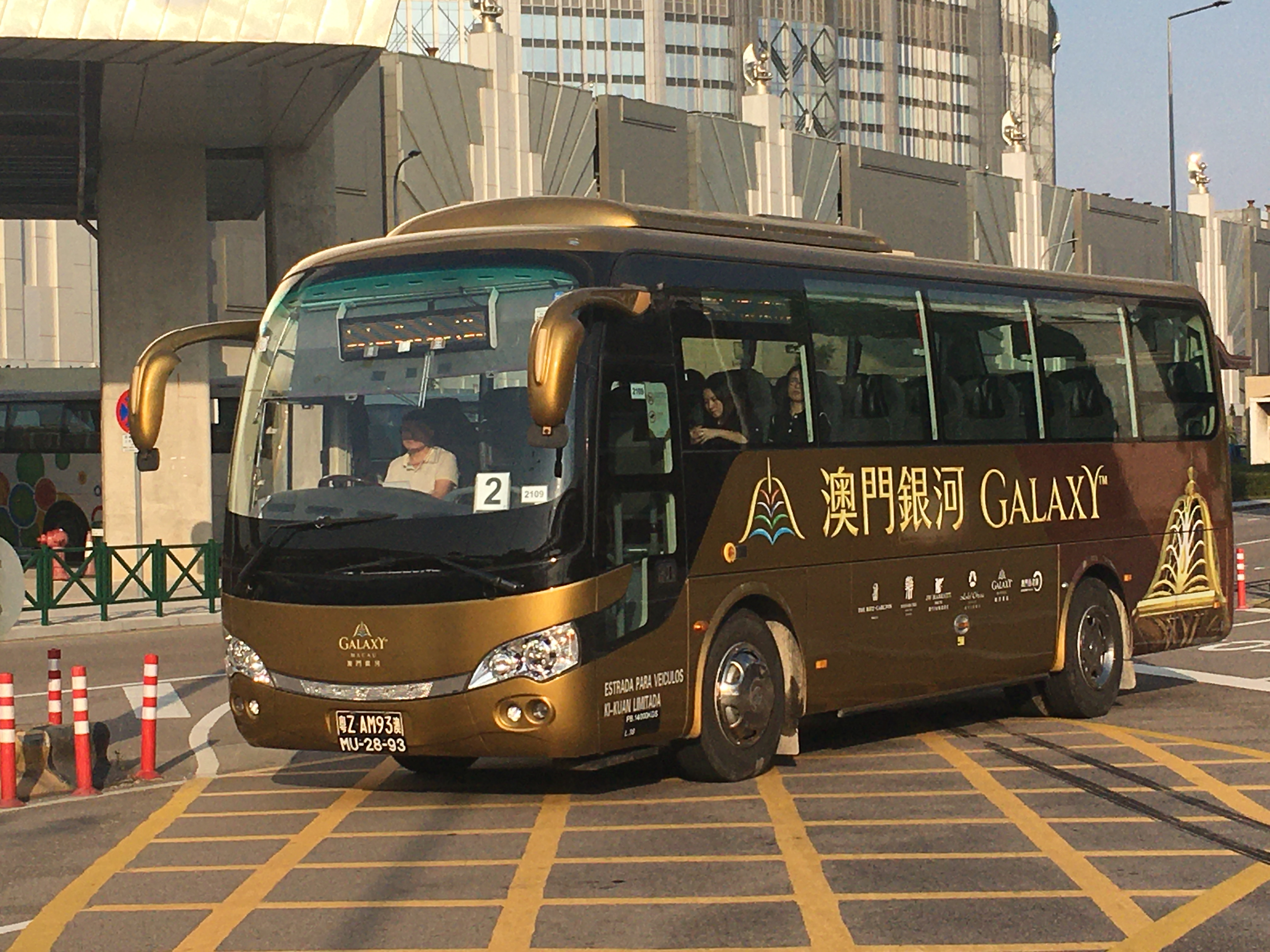
銀河發財巴
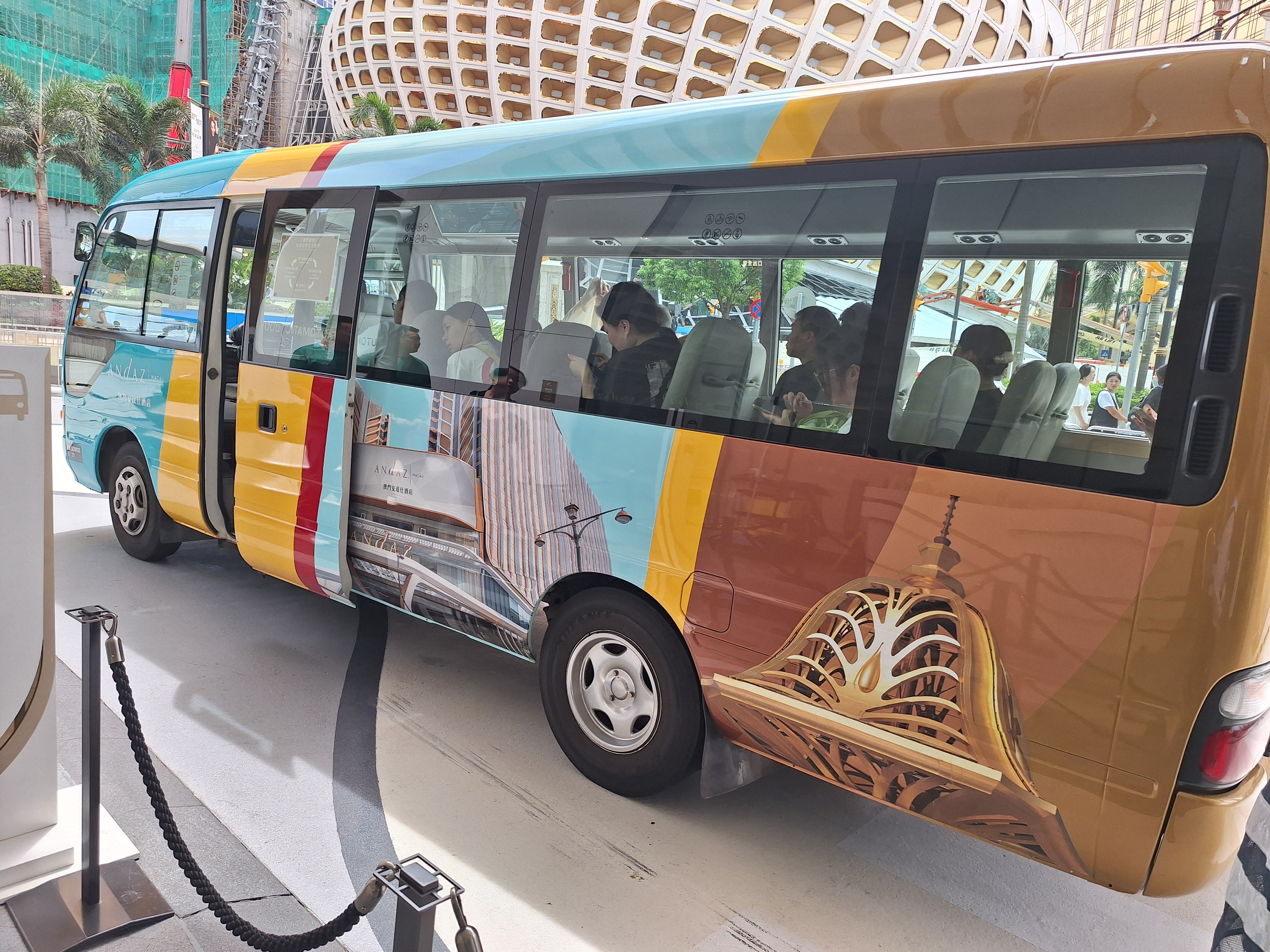
銀河渡假村發財巴(循環線)
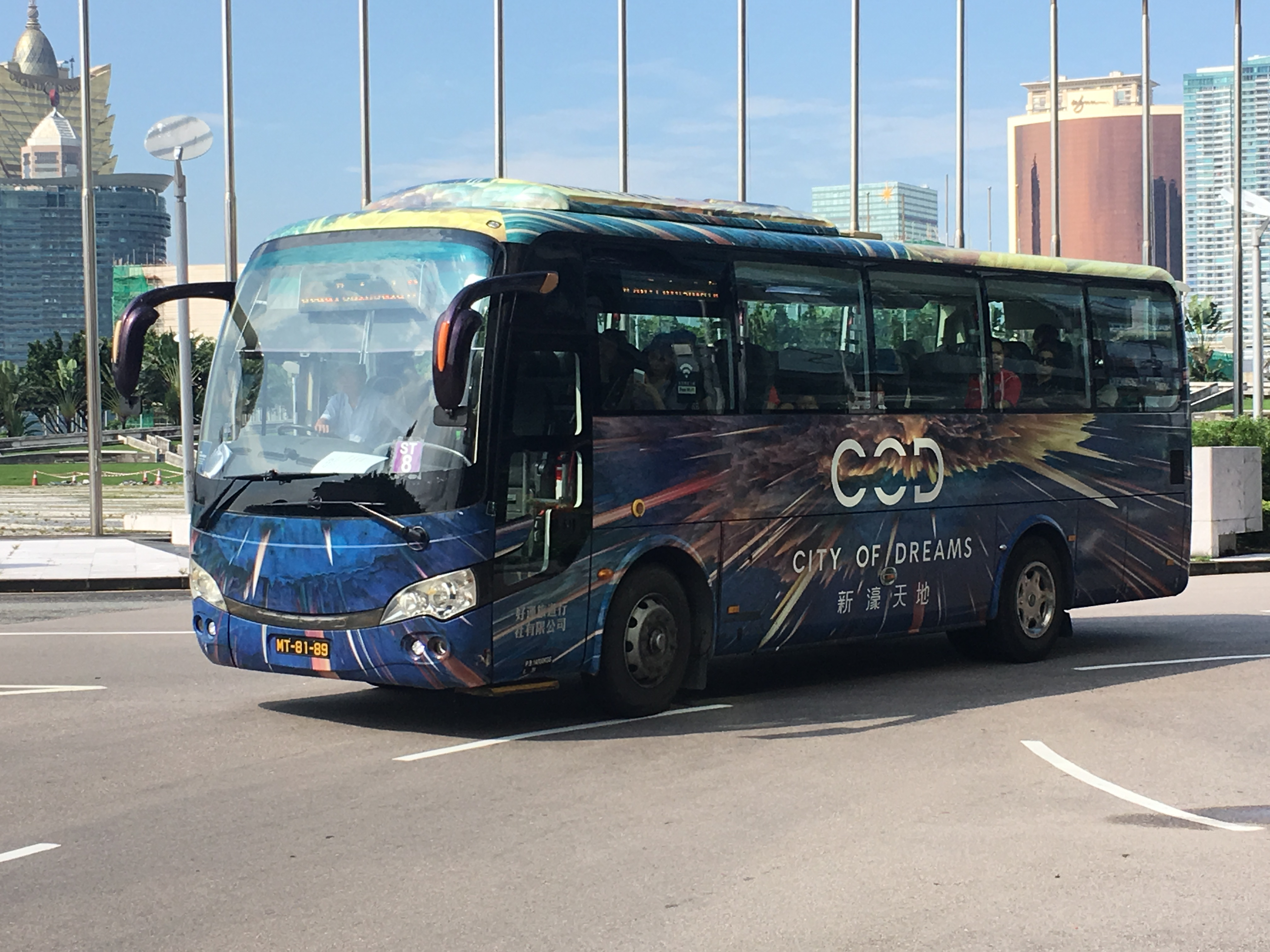
新濠天地發財巴
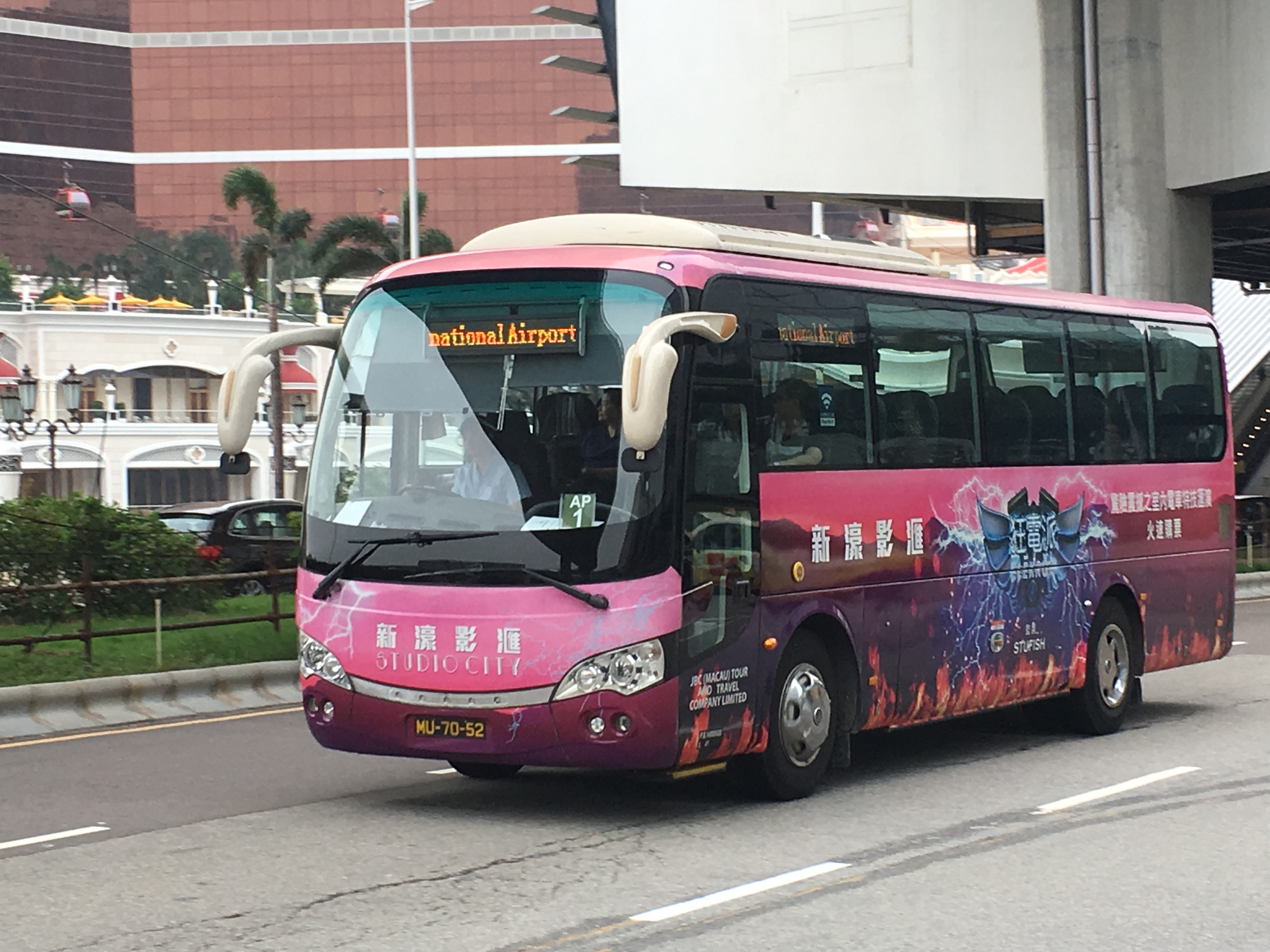
新濠影匯發財巴
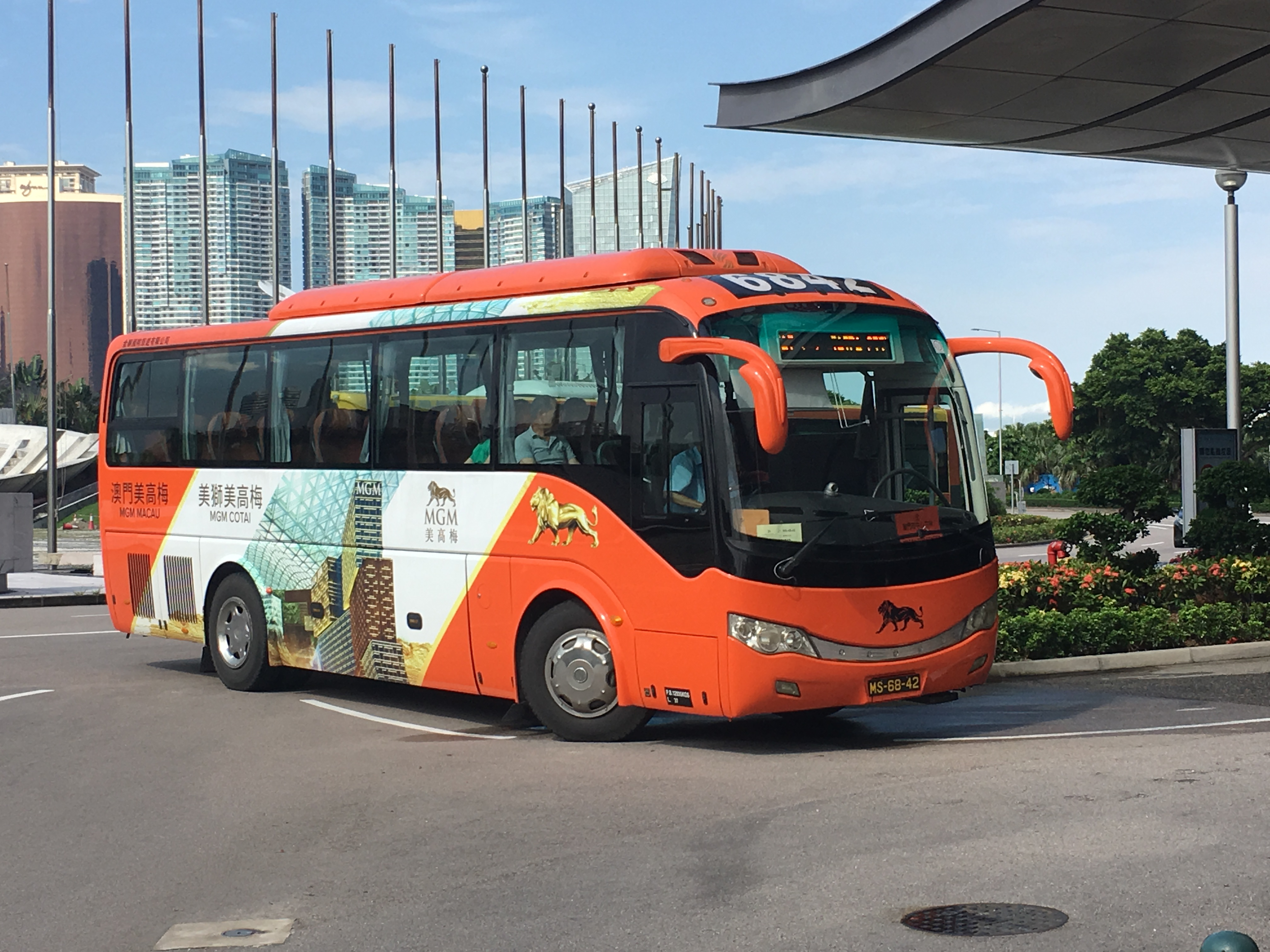
MGM發財巴
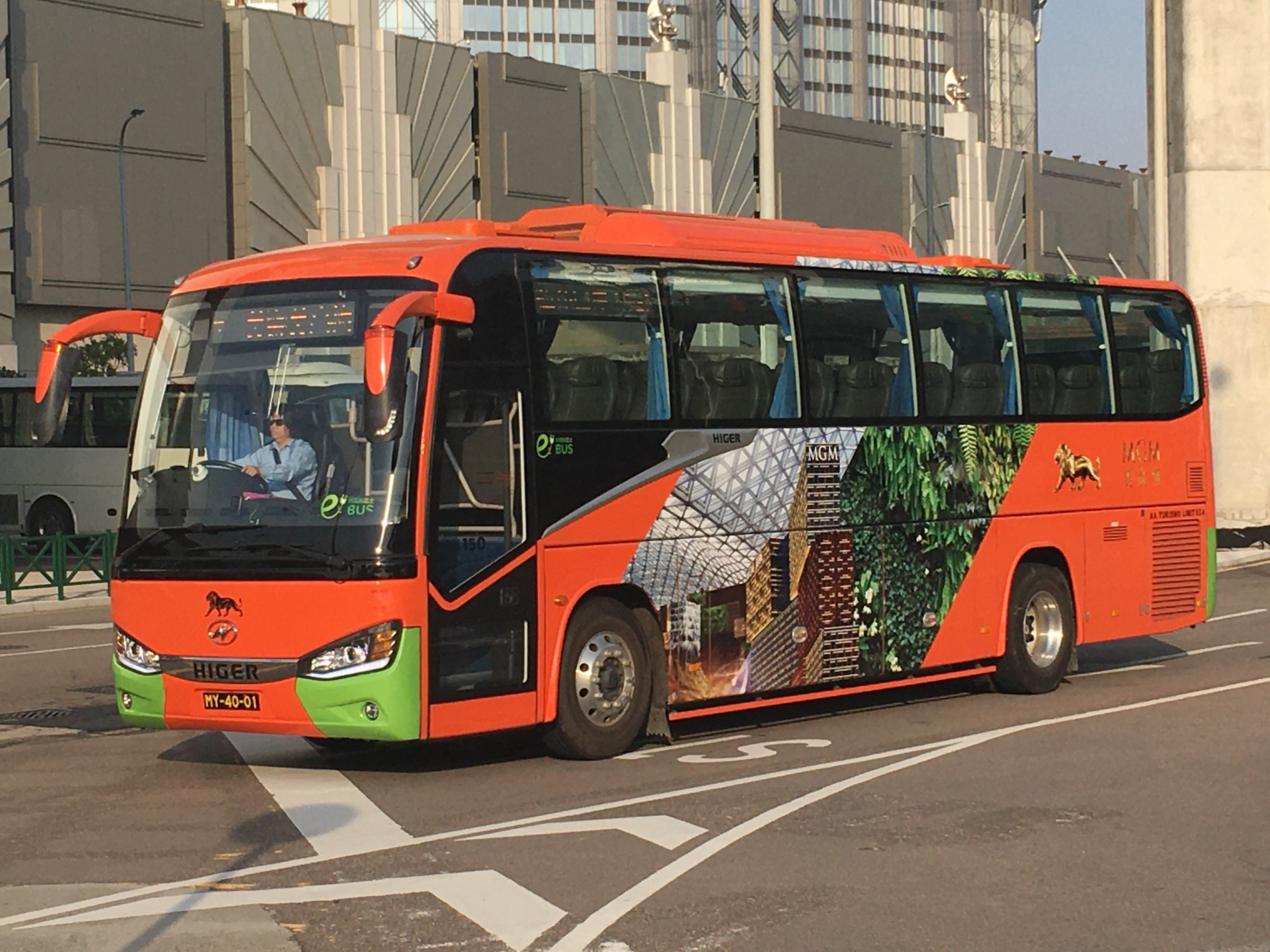
MGM Cotai發財巴
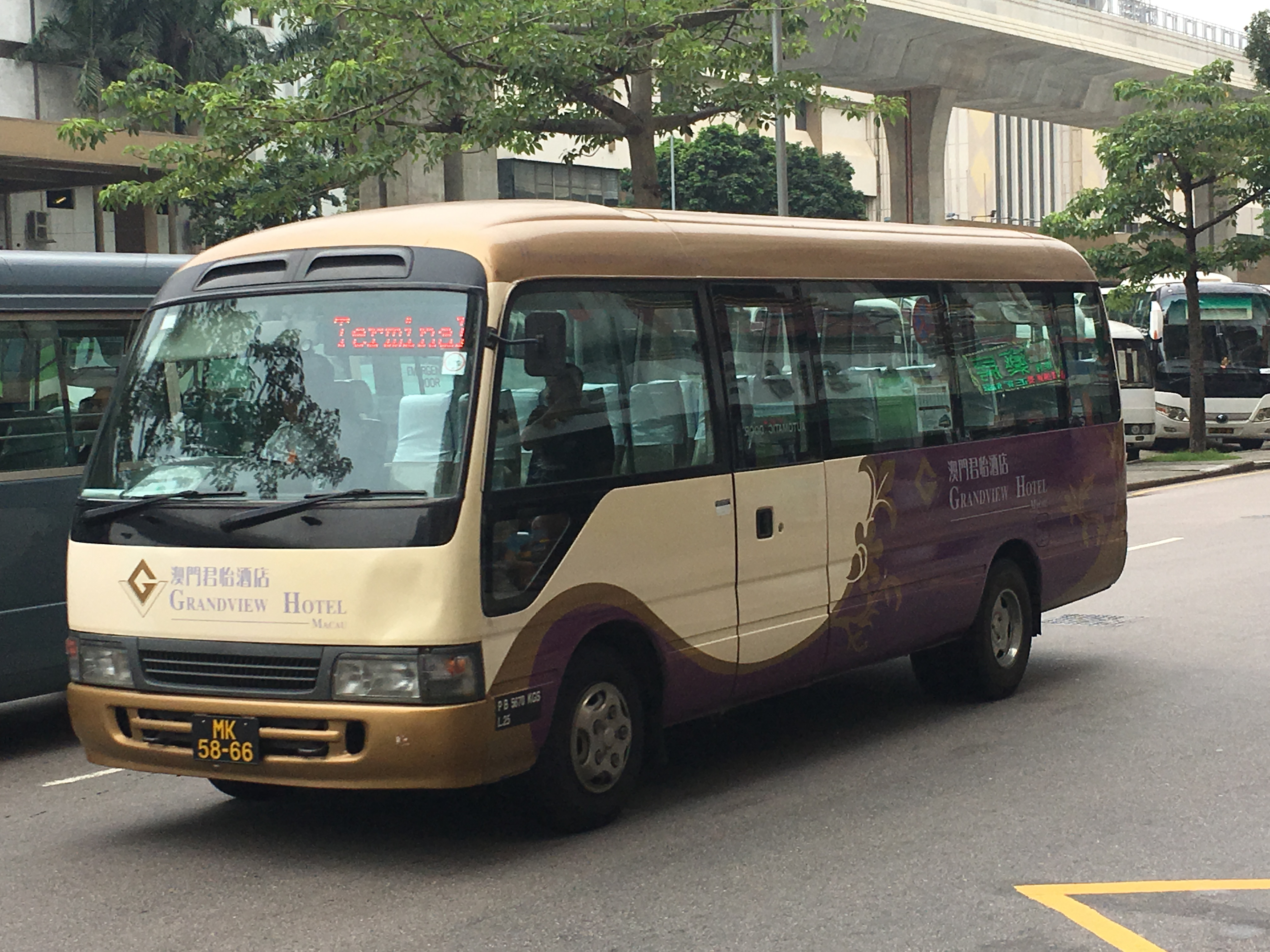
君怡酒店發財巴
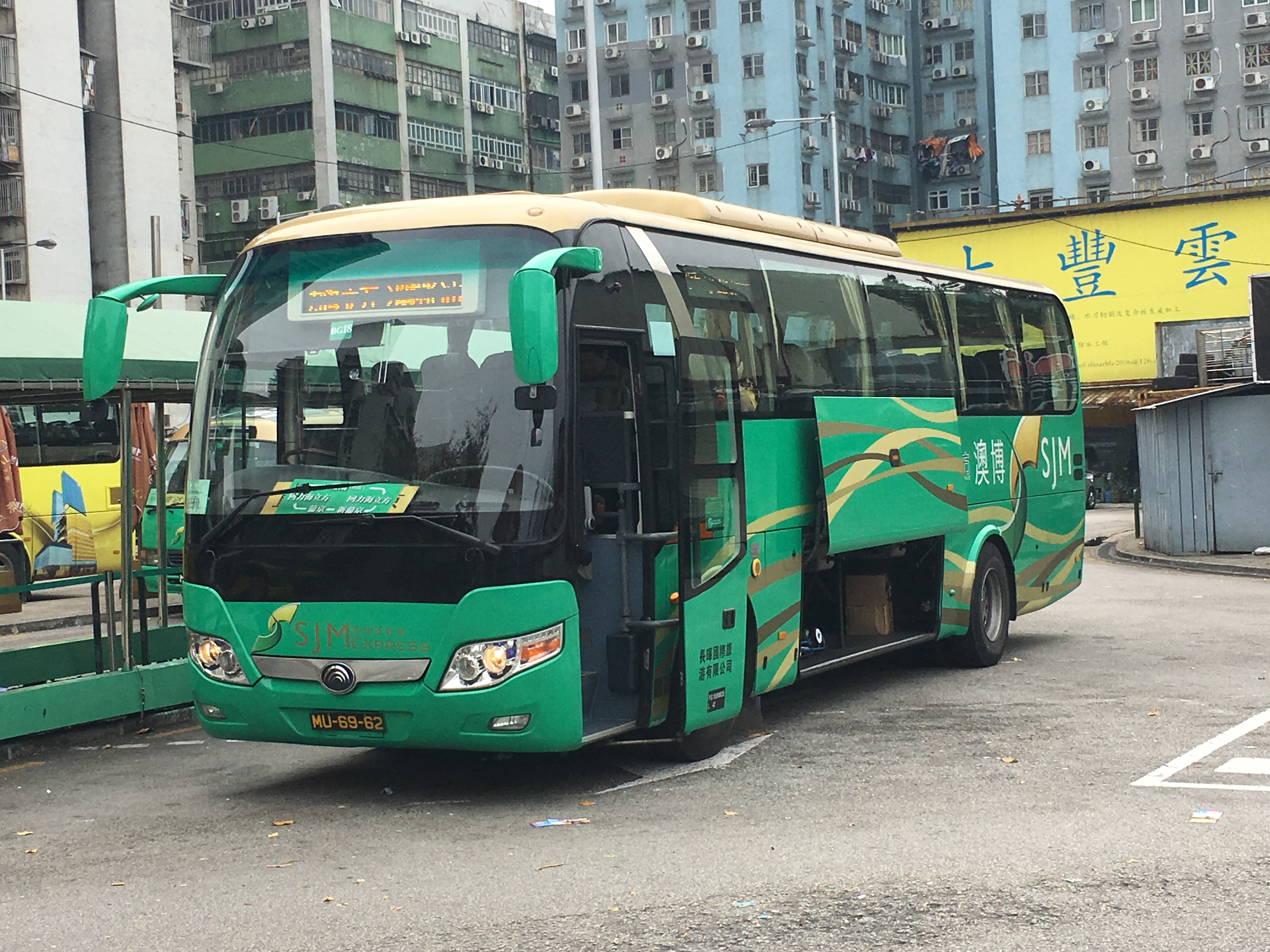
葡京發財巴
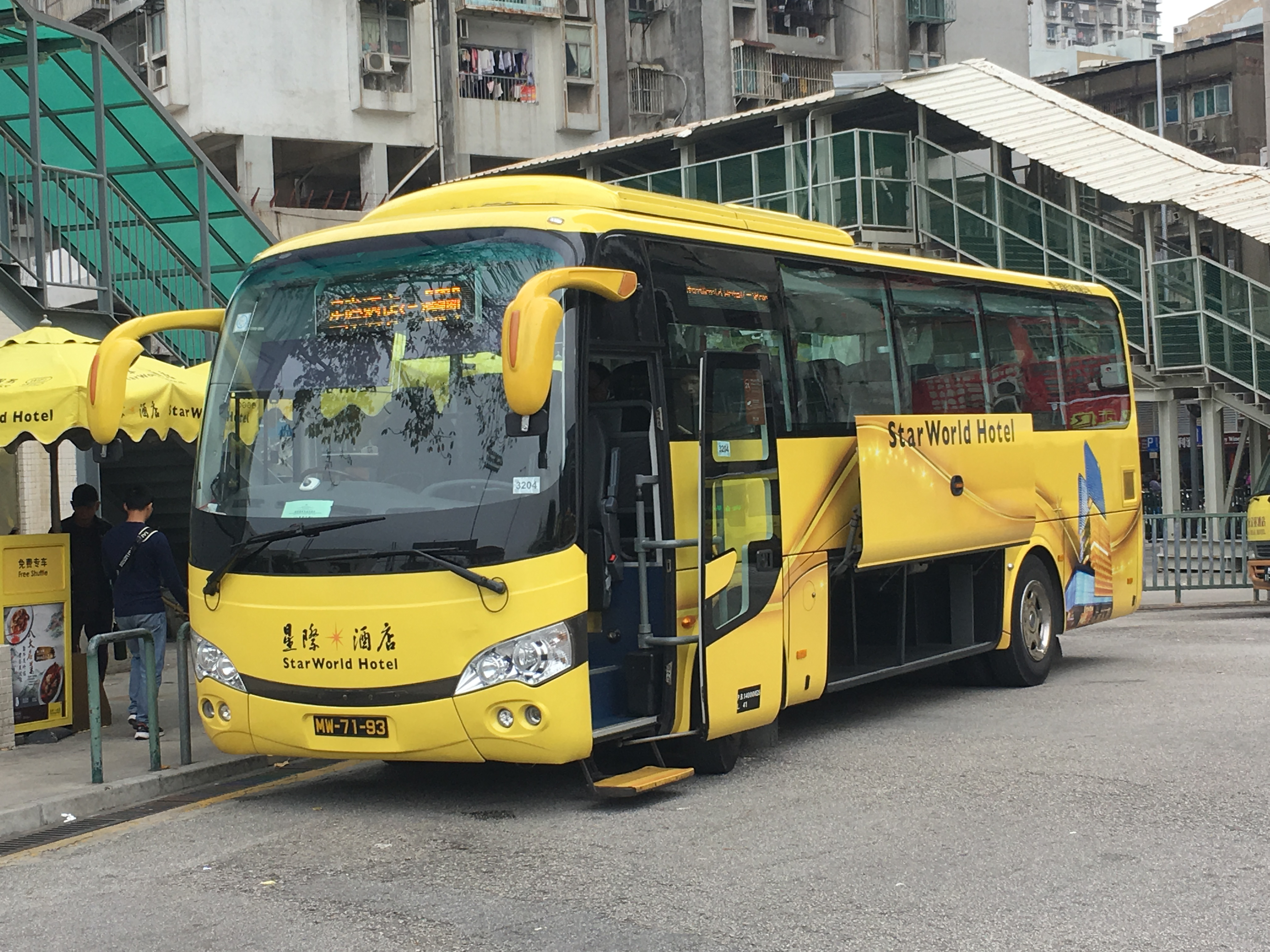
星際發財巴
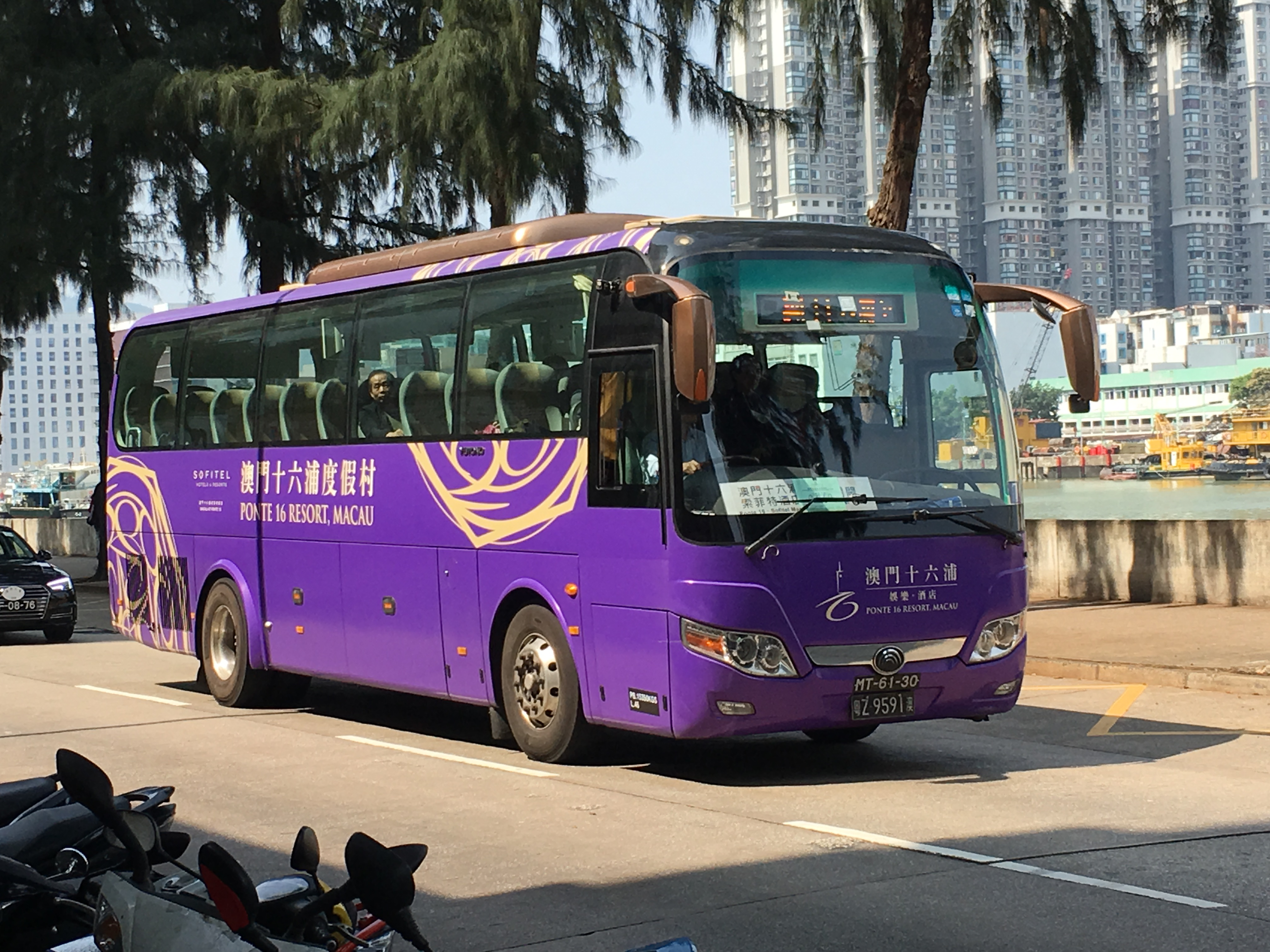
十六浦發財巴
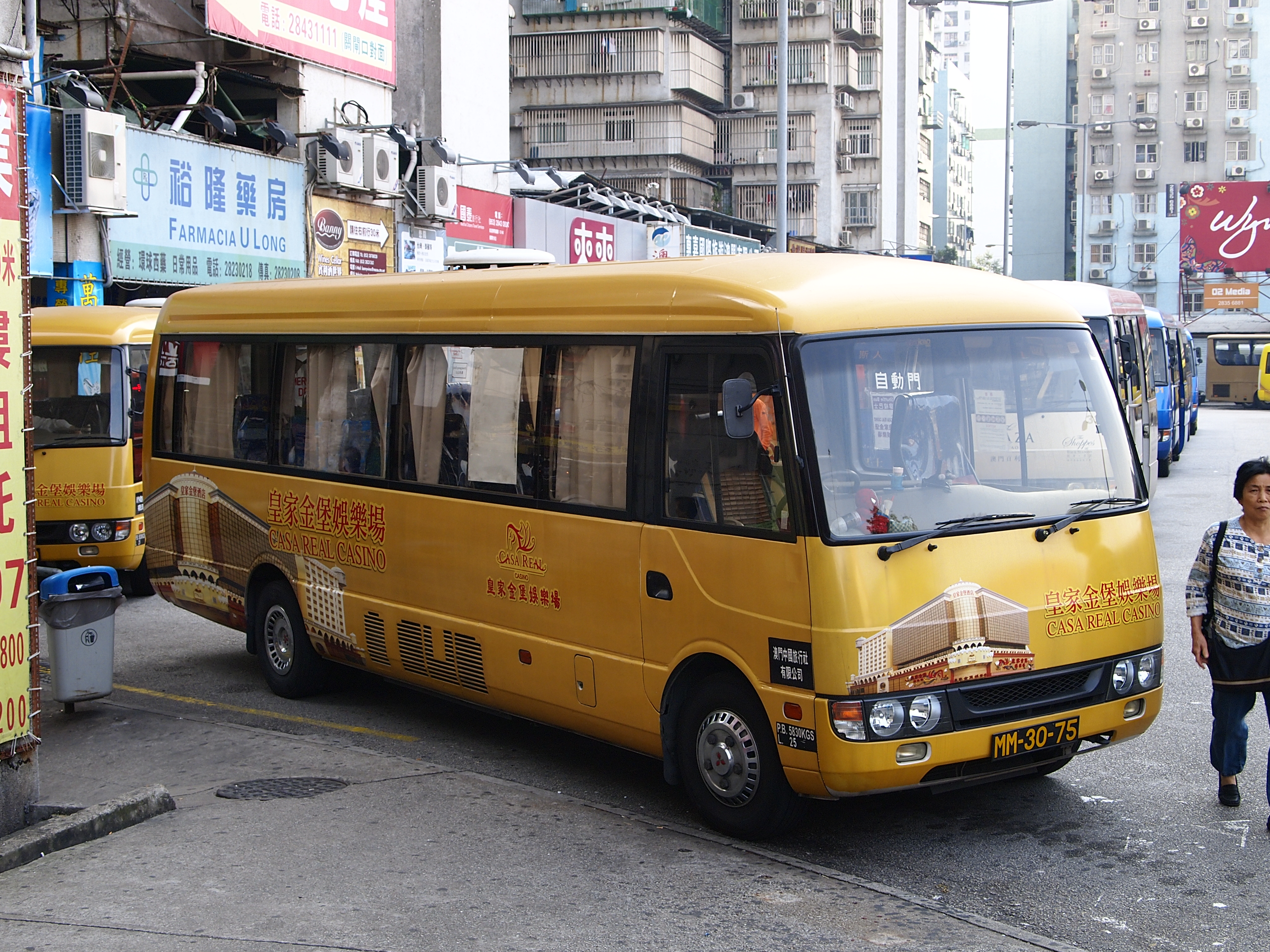
皇家金堡發財巴
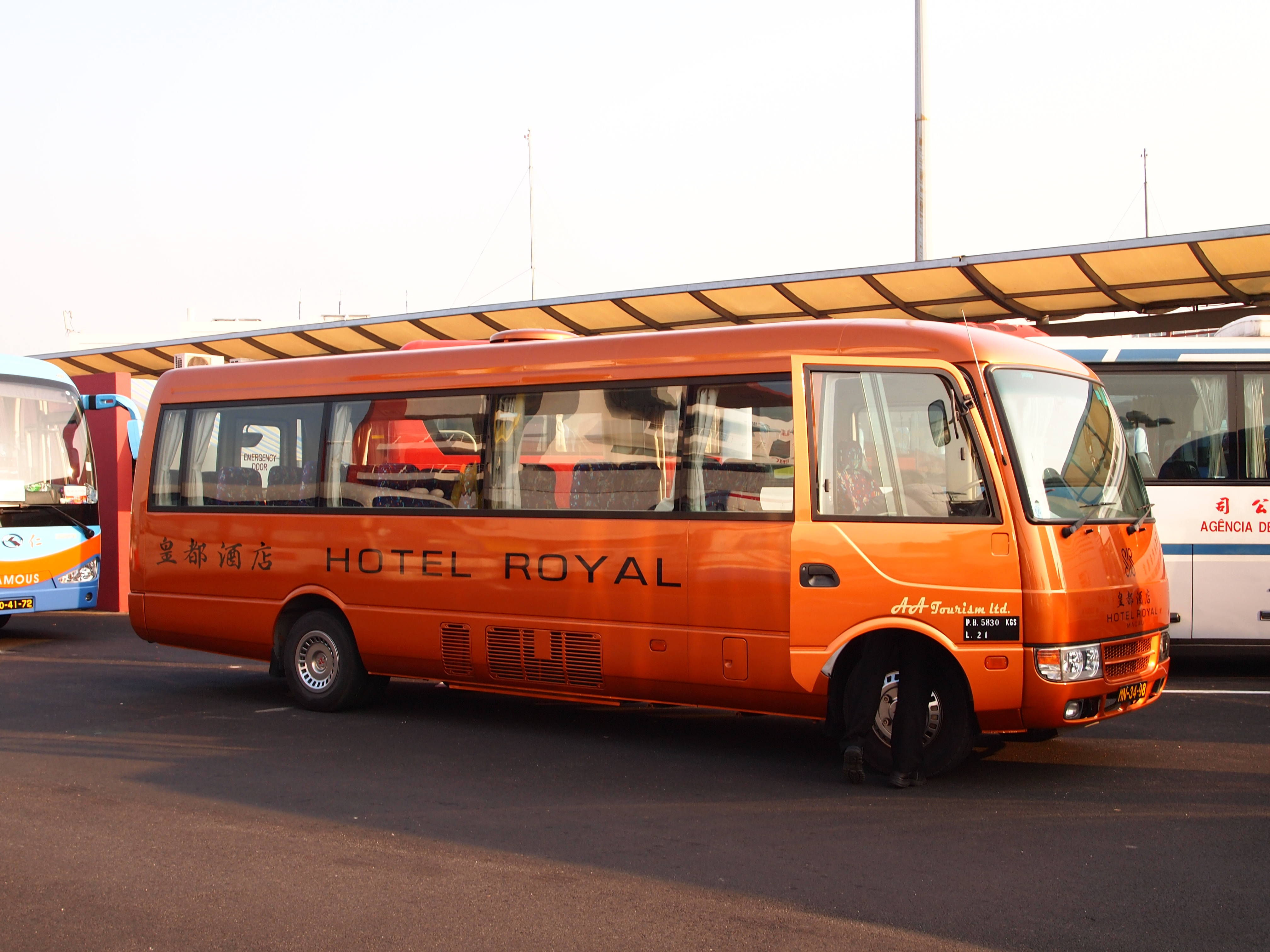
皇都酒店發財巴
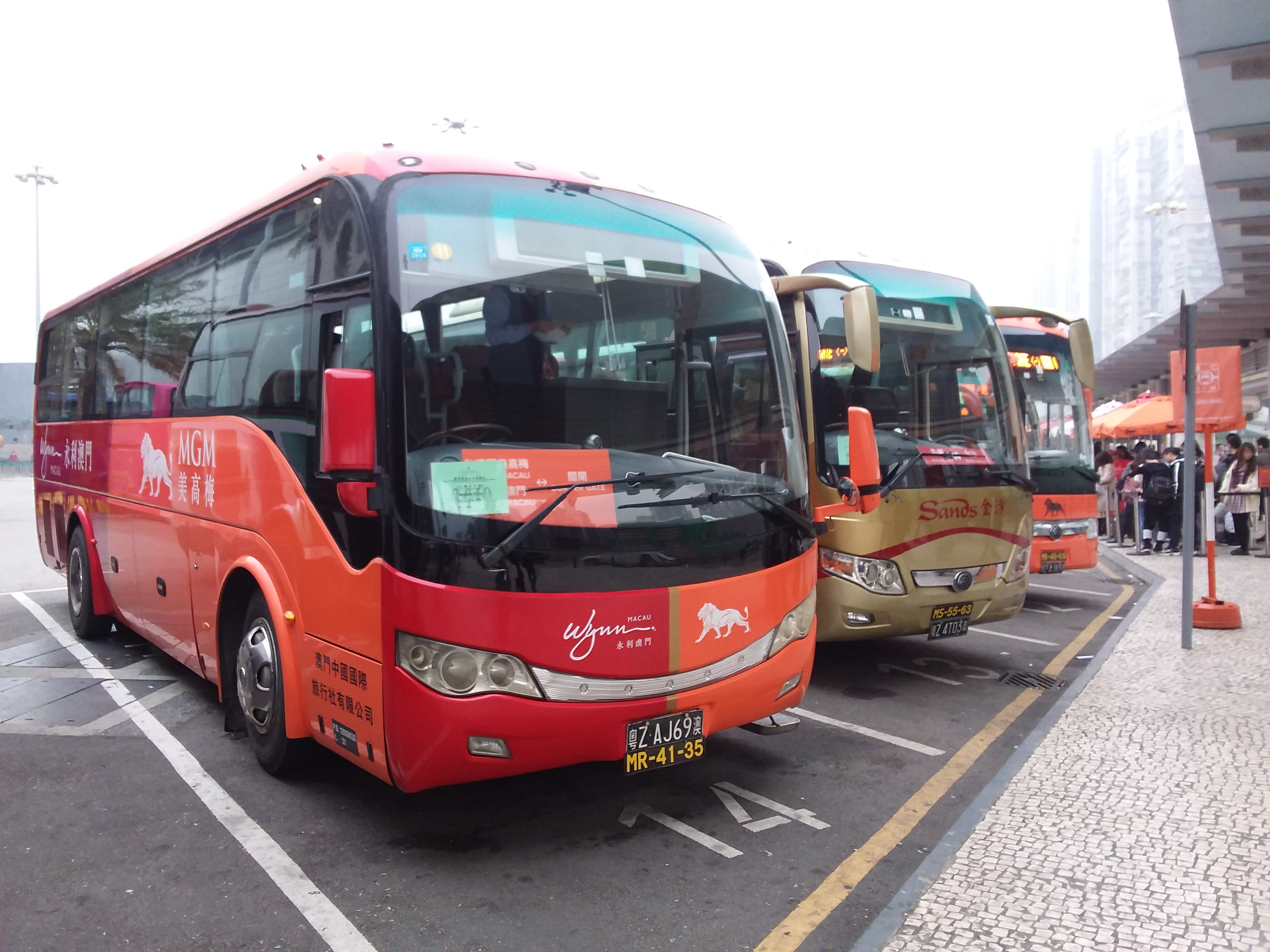
停泊在關閘的永利澳門×MGM Macau發財巴
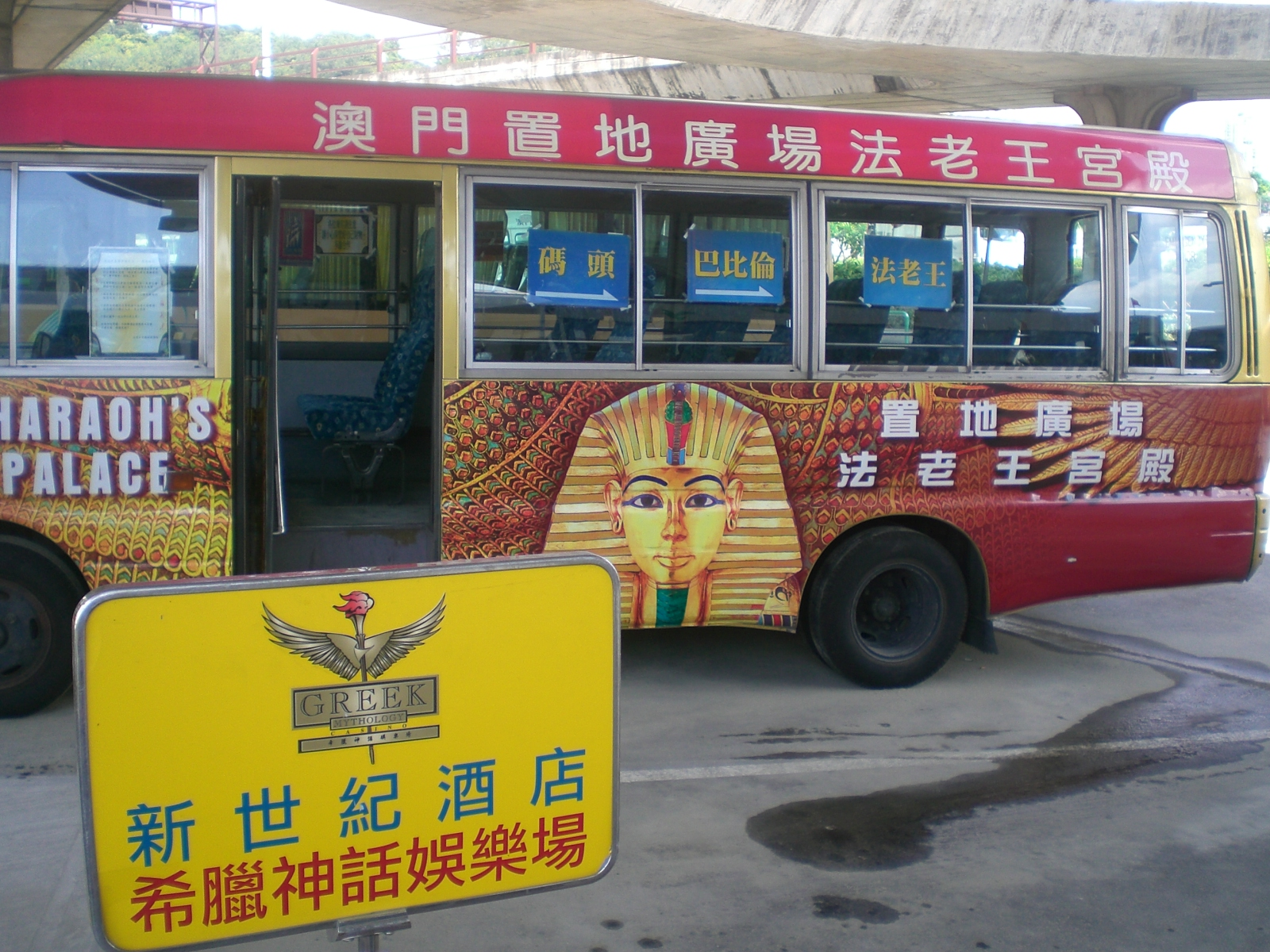
停泊在港澳碼頭的新東方置地酒店發財巴
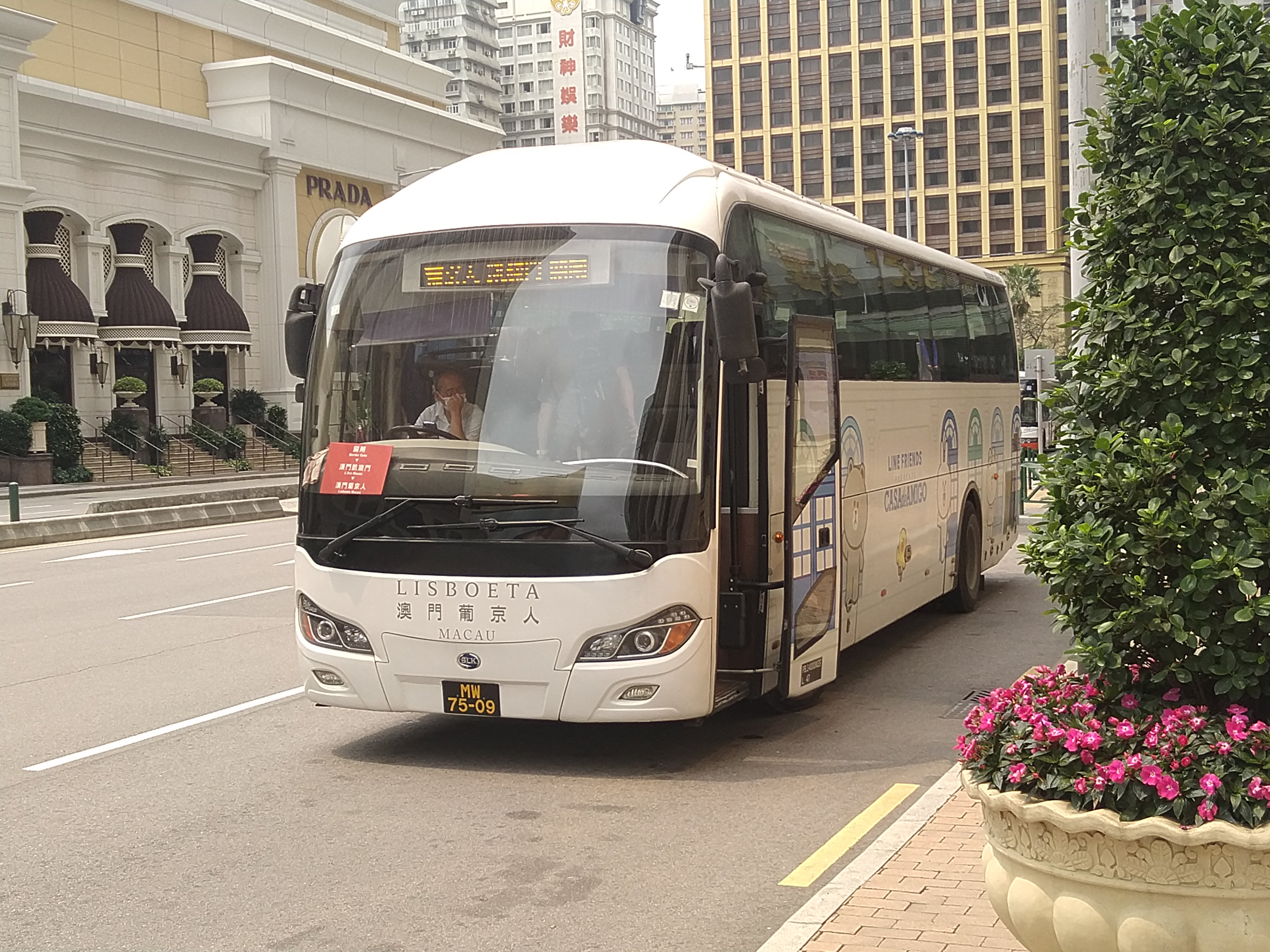
停泊在澳門凱旋門的澳門葡京人發財巴
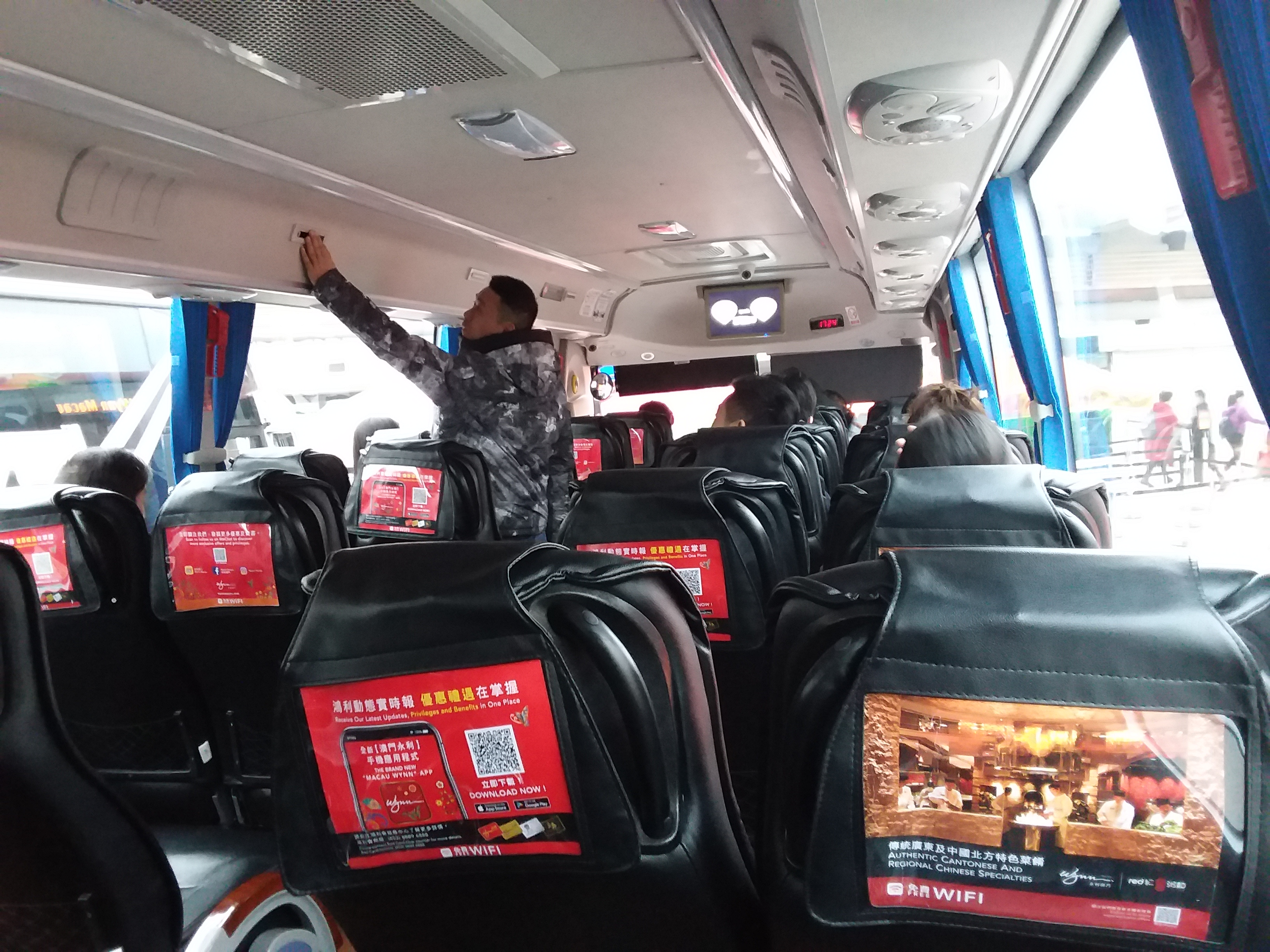
發財巴車廂內部

## 歷史沿革

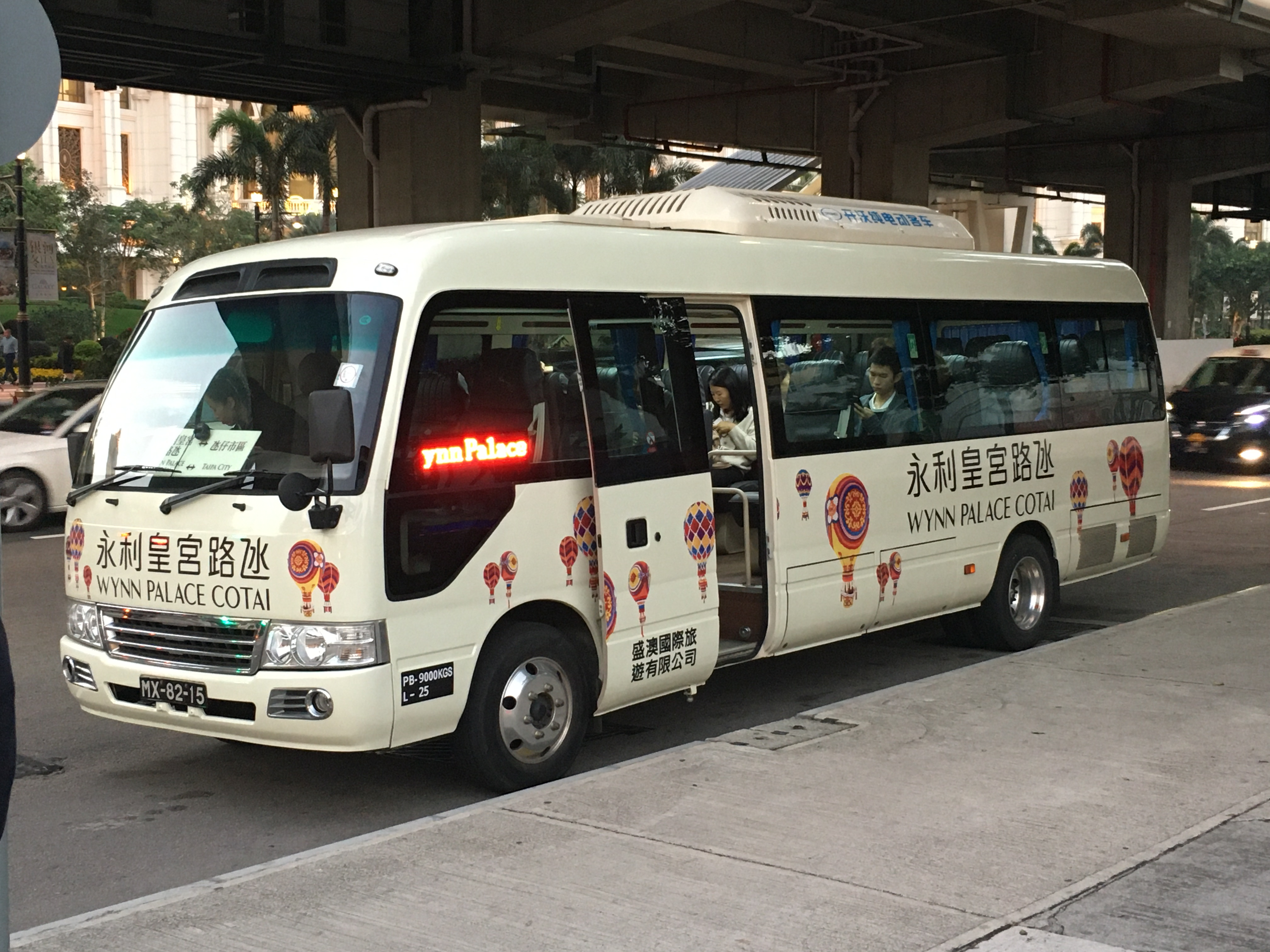
永利皇宮純電動發財巴

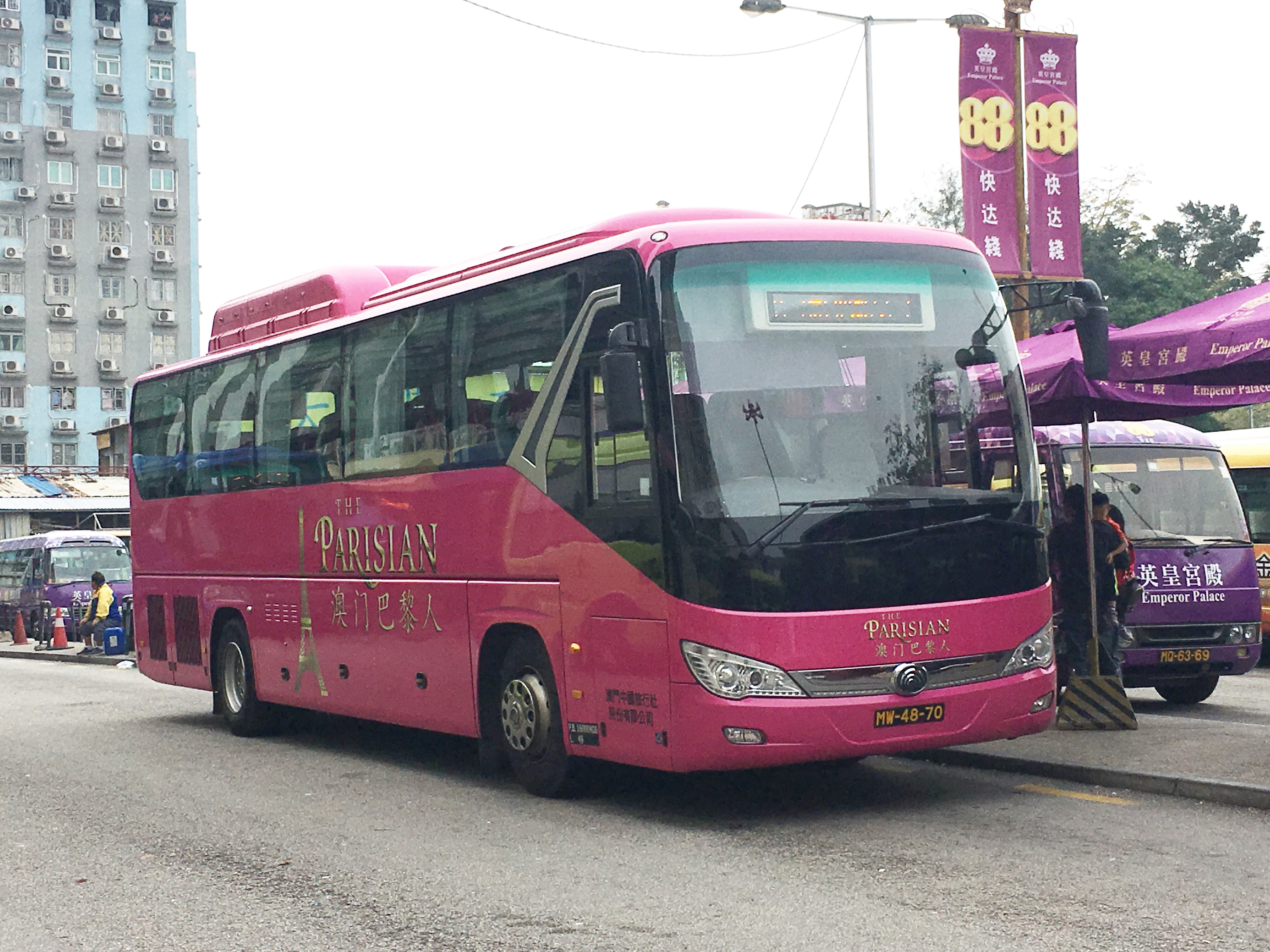
巴黎人天然氣發財巴

發財巴起源自1964年12月18日，當年3月15日新口岸全新港澳碼頭已經投入使用，但尚未有通行巴士，後來信德船務開通免費專線巴士往來港澳碼頭至內港皇宮，只於晚間服務。在1965年1月9日，由福利公司開通3路線所取代。
後來，澳門的酒店及娛樂場客運專車，主要是酒店提供予住客使用的交通工具，一般居民或非酒店旅客是不可乘搭，數量亦不多。
直至2004年5月，金沙娛樂場開業，為方便中國大陸及香港訪澳遊客可以直接由出入境口岸乘車直達金沙娛樂場，金沙娛樂場便提供由關閘及外港客運碼頭兩個口岸直達金沙娛樂場的免費巴士服務，接載客人由口岸直達賭場，及後多間賭場爭相效法。自金沙娛樂場開設俗稱「發財巴」服務後，其他賭場均陸續仿傚，提供發財巴服務。
發財巴競爭激烈，2005年1月，希臘神話娛樂場更開通免費穿梭巴士直接往來廣東省10多個城市；澳博向乘客送贈「懷舊叉燒飯」；金沙娛樂場更舉行大抽獎，並在車身貼上「搭金沙車，隨時帶走一百萬獎金」的廣告；有媒體形容發財巴成為澳門的一道新風景線。在隨後數年，基本上只要有一所新賭場開業，都會提供發財巴路線。
直至2010年，基本上全澳賭場都有提供發財巴服務，提供由一條，甚至數十條路線不等，各出入境口岸、酒店、旅遊點及市區的都設有發財巴站點。部分路線更加是全日通宵行駛。
發財巴現時實際車輛數量、載客人數及路線都難以統計，但據《澳門日報》報道，威尼斯人開幕首數天，單日便出動達350班次發財巴接載旅客，接載過萬人次，比起澳門兩間巴士公司提供的班次不相伯仲。
不過隨著澳門博彩業於2014年起走下坡，至2016年4月止賭業收入已連續下跌22個月，加上澳門多個大型娛樂場牌照即將在2022年前後到期，並於2016年進行中期檢討是否收回賭牌，結果未發表前，賭業更現蕭條，由2016年初起，多間大型賭場都要求賭客一定要消費才可以乘搭由賭場開出的「發財車」。
2016年起，交通事務局與博企持續協調，整合發財巴的博企穿梭巴士運作。當中，路線方面由過往只有“點對點”，兩年後發展成共有四條聯運路線、以多站點及博企聯合經營的模式運作，而現時業界亦已實施自身娛樂場合併路線、口岸合併路線，以及使用企坐兩用巴士等措施，以善用博企穿梭巴士資源。
2018年，為配合環保政策，自2018年起推行引入環保/新能源巴士，以及淘汰歐盟四型（Euro 4）博企穿梭巴士計劃，並預計於2021年完成淘汰工作。
2018年10月24日，港珠澳大橋正式通車，因應只有一條連接通道往返澳門半島至大橋澳門口岸，增設兩條接駁巴士路線往返外港客運碼頭及氹仔客運碼頭，再轉乘其他穿梭巴士路線前往各大綜合渡假村。

### COVID-19疫情對「發財巴」的影響
由2020年1月31日起，受COVID-19疫情影響，部分"發財車"服務班次開始縮減，部分路線更暫停運作。到2020年2月8日，為配合澳門特區政府防疫工作，所有酒店及娛樂場客運專車服務全線暫停，直至另行通知。2020年2月22日至3月26日，部分酒店及娛樂場客運專車服務有限度恢復。但3月27日起因珠海市實施入境限制措施，所有酒店及娛樂場客運專車服務再次全線暫停。
2020年7月15日起，部分酒店及娛樂場客運專車服務有限度恢復(往返關閘或蓮花口岸)。8月18日下午3點起，往返蓮花口岸作站點的穿梭巴士遷自橫琴口岸澳門口岸區。
2021年8月4日至17日，因澳門本地新增四宗已流入本地的Delta變種病毒個案，大部分酒店及娛樂場客運專車服務縮減，有部分服務暫停。
2021年9月25日至10月19日，因澳門爆發COVID-19群組感染疫情，珠海市於9月27日上午6時起實施入境限制措施至10月19日中午12時才解除，大部分酒店及娛樂場客運專車服務再次全線暫停或縮減班次，而乘車人士必須登記個人資料才可上車。
2022年6月18日至8月初，澳門爆發大規模COVID-19群組感染疫情，所有店及娛樂場客運專車服務再次全線暫停或縮減班次，在7月上旬至8月上旬一度更全線暫停班次。

### 疫後復常後發財巴班次加密、增辦或復辦路線
2024年2月，交通事務局公佈數據，2023年澳門酒店及娛樂場穿梭巴士數量總數281架，比2019年減少145架，乘搭人數亦減少43%。一般路線有56條，聯合營運的路線（包括永利澳門及澳門美高梅至關閘的聯營路線、兩條由大橋澳門口岸至氹仔客運碼頭或外港客運碼頭聯營接駁線）有三條，路線總數59條，總數比2019年多三條。穿梭巴士車輛總數為281架，較2019年大幅減少145架，減少原因是由於柴油巴士的淘汰和停用，至2023年仍有15架。至於天然氣巴士、純電動巴士及增程式電動巴士卻較2019年大幅增加；乘車人數方面，2023年全年使用穿梭巴士人次為35,963,714人次，總計發車班次約2,224,992班次，相較2019年約6,318萬人次減少43%。

## 發財巴路線及車輛數目
2016年起，交通事務局開始規管發財巴路線及車輛數目，實行路線及車型減少，並大力推動博企轉用天然氣或純電動汽車。
| 年份   | 一般路線 數量 | 聯運路線 數量 | 新能源巴士數量 | 車輛總數 | 備註 |
| ------ | ------------- | ------------- | -------------- | -------- | --- |
| 2015年 | 71            | 0             | 0              | 473      | - |
| 2016年 | 64            | 2             | 0              | 467      | - 2016年6月開通“路氹城博企娛樂場聯運專線”； - 永利皇宮和澳門巴黎人分別於2016年8月和9月投入運作； - 2016年12月澳門美高梅與永利澳門開設“關閘聯運專線”。                                                             |
| 2017年 | 56            | 2             | 0              | 420      | - |
| 2018年 | 58            | 4             | 99             | 423      | - 美獅美高梅於2018年2月投入運作； - 配合港珠澳大橋開通，2018年10月增設 “港珠澳大橋澳門口岸外港客運碼頭線” 及“港珠澳大橋澳門口岸氹仔客運碼頭線”，以便乘客透過上述路線往返不同客運 碼頭後再轉乘博企穿梭巴士。       |
| 2019年 | 53            | 4             | 156            | 426      | - |
| 2020年 | 22            | 1             | 178            | 322      | - 受COVID-19澳門疫情及海內外出入境限制影響，訪澳旅客減少，部分路線包括兩條往返外港客運碼頭或氹仔客運碼頭至大橋澳門口岸的聯營路線停駛。 - 因原路氹邊檢大樓停用，所有原往返蓮花口岸的穿梭巴士路線延伸至橫琴澳方口岸 |
| 2021年 | 35            | 1             | 192            | 264      | - 澳門上葡京綜合渡假村於2021年6月30日開業 - 部分博企曾增設往返青茂口岸的穿梭巴士路線 |
| 2022年 | 27            | 1             | 181            | 252      | - |
| 2023年 | 56            | 3             | 266            | 281      | - 兩條往返外港客運碼頭或氹仔客運碼頭至大橋澳門口岸的聯營路線復運 - “五‧一”、“十‧一”長假期期間，博企車輛改為點對點直達模式服務直達往返大橋澳門口岸及各大酒店。                                                     |
| 2024年 | 63            | 2             | 358            | 376      | - 配合澳門大橋通車，往返氹仔客運碼頭至大橋澳門口岸的聯營路線自2024年10月1日起由103X路線取代 |

## 正面影響
- 發財巴免費乘搭、班次頻密、點到點、節省旅途時間、座位為主，故可彌補公共交通不足的缺憾，為居民及遊客提供多一種交通選擇[23]。

## 負面影響
- 各賭場為求爭客，紛紛增加發財巴路線到各口岸。然而，澳門道路設施嚴重不足、路面環境又狹窄，大量發財巴在街上行走，加劇路面交通擠塞情況。同時，各口岸附近為旅遊巴提供的停車位亦因過量的發財巴而不敷應用[24][25]。
- 發財巴不斷增加路線及車輛，需要大量聘請司機，人力資源短缺令賭場增加司機薪金；由於賭場是靠博彩收益去支付發財巴開支，公共巴士公司財力上根本不可能與賭場相比，令大量巴士司機轉職駕駛薪金較高的發財巴。但因此又造成公共巴士公司司機不足，被迫縮減公共巴士班次，巴士司機又毋須擔心沒有工作，以致服務態度質素變得較差，市民候車時間增加、巴士車廂內長期擠擁。更曾有巴士公司負責人指：「巴士數量比巴士司機還要多」的奇怪現象[26]。

## 爭議
- 發財巴是賭場商業競爭的一種手段，為求吸引乘客上車，部分以派發優惠券等作招徠，但因各賭場之間惡性競爭，轉為向乘客派發籌碼代金券利誘客人。由於沒有嚴格過濾派發對象，籌碼代金券派發到居民的手中，賭博風氣因而逐漸在社區蔓延，增加居民染上賭癮及成為病態賭徒的風險[27][28]。
- 由於澳門政府政策向博彩業傾斜，提供多項免稅優惠，當中賭場購買車輛是免收行車稅，但免稅政策受坊間質疑[27]。
- 大量發財巴在路面行駛，同時，在關閘的旅遊巴士站，大量發財巴同時啟動車輛，造成的空氣污染及噪音，影響居民[29]。
- 發財巴雖然是一種交通工具，但負素監管交通的交通事務局，因當前沒有專屬法規規管其運作，引致賭場巴士有增無減，政府亦無法阻止。[30]
- 個別酒店為求搶先一步，租用中國內地跨境巴士做發財巴，讓旅客可在內地上車直達賭場，增加口岸車輛通關壓力。同時，跨境巴士由內地人擔任司機，外地客運企業變相經營澳門本地客運服務，令客運市場產生混亂，尤其內地人收入與澳門不同，燃油等營運成本亦較澳門低，這對澳門的士、巴士和旅遊巴都是處於不公平競爭狀態[27]。

## 外部連結
- 威尼斯人穿梭巴士時間表
- 永利酒店-抵達方式 （页面存档备份，存于）